# Comercio global de plata entre los siglos XVI y XIX
Muchos académicos consideran que el comercio de la plata americana entre los siglos XVI-XIX supuso el comienzo de una economía global y del proceso de globalización, uniendo tres continentes, América con Europa y con Asia. Gran parte de esa plata americana terminó en China, el país con mayor PIB del mundo en los siglos XVI y XVII, que la utilizó como su propia moneda, ya fuera en lingotes o acuñada. Este comercio de la plata americana de la monarquía hispánica afianzó el Imperio español y su dominio mundial durante un siglo.
La era de la globalización empezó al establecer los navegantes españoles en las Filipinas, una ruta de ida y vuelta entre Asia y las Américas, conocida como el tornaviaje, y utilizada por barcos conocidos como el Galeón de Manila, con enormes cargamentos de plata de la América española enviados a China para intercambiarlos por bienes asiáticos, principalmente chinos. Las ciudades de Potosí en Bolivia, Manila en las Filipinas y Yuegang en el sudeste de China fueron eslabones esenciales y febriles en un intercambio económico que cubría el mundo entero.
El Real de a ocho, también conocido como dólar de plata español o pieza de a ocho, fue una moneda de gran pureza en su ley y fiabilidad en su peso, acuñada en los Virreinatos de Nueva España y del Perú, que se volvió transcontinental. Los lingotes de plata y los Reales de a ocho, aceptados como moneda común para transacciones comerciales en Asia, América y gran parte de Europa, facilitaron los intercambios y la libre circulación de personas y bienes entre los tres continentes.
A mediados del siglo XVII se produjo una crisis monetaria económica que afectó tanto a Europa (la llamada revolución de los precios) como a China. Las vicisitudes de los flujos de los lingotes de plata en unas economías sobrecalentadas fueron un factor crucial que culminó en la derrota del Imperio español en la batalla de Rocroi en 1643 (principio del declive de los Tercios españoles), y en la caída de la dinastía Ming en 1644.

## El sistema monetario en China hasta elsigloXVI
Se cree que las conchas de cauri, un pequeño caracol marino, fueron la forma más antigua de “moneda” utilizada en China central, y que su utilización se remonta al período neolítico, hace 3000 a 4500 años. Las conchas de cauri han sido utilizadas como dinero en ciertas sociedades premodernas de Asia y África ya que comparten muchas de las virtudes intrínsecas de las monedas metálicas – escasez, durabilidad, uniformidad en tamaño y forma, y posible uso como unidad de cuenta – y lo más importante, imposibilidad de duplicarlas.

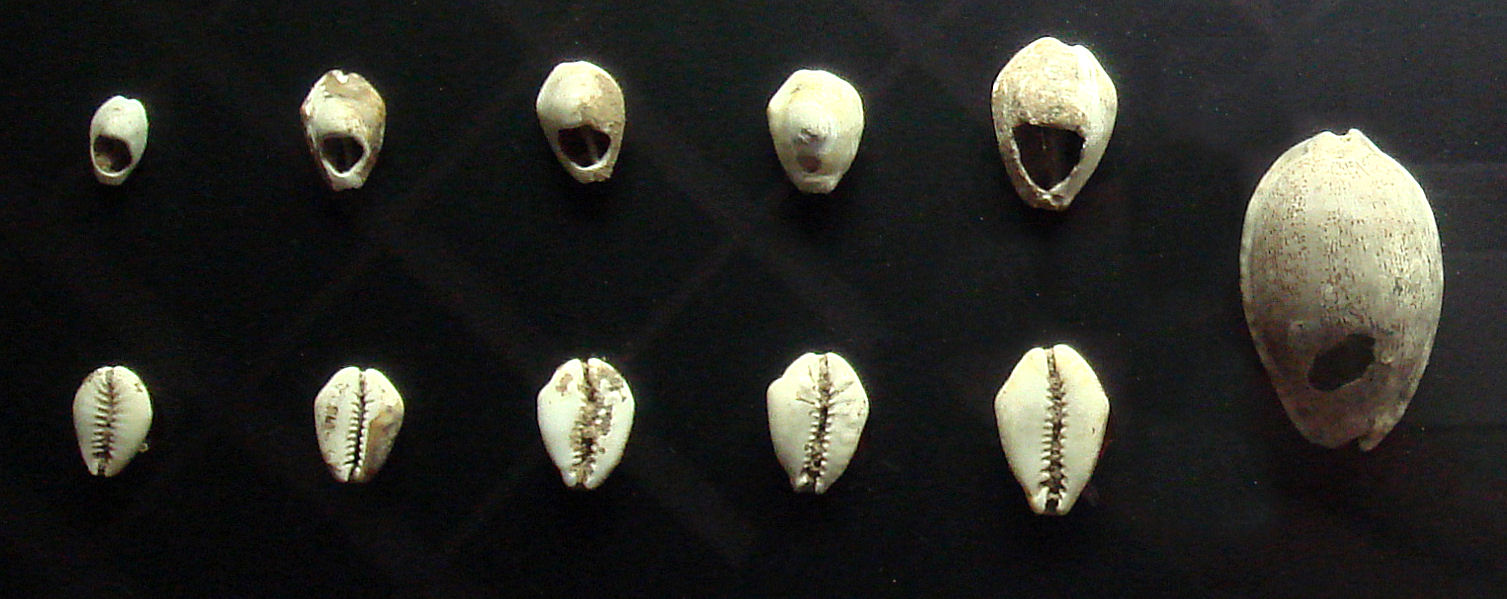
Monedas conchas de cauri chinas, siglos XVI – VIII a. C.

Se han encontrado conchas de cauri bronceadas en las ruinas de Yin, la antigua capital de la dinastía Shang (1600-1046 a. C.), e inscripciones en la China de los Zhou (1045-256 a. C.). En ambos casos, las conchas de cauri se utilizaban como una medida de valor para el intercambio de mercancías, pero no como un medio de intercambio o de compra. Por ejemplo, para la evaluación del valor de un terreno o de joyas de jade en hebras de cauris.
Respecto al sistema monetario, la historia de China se divide en dinastías y se inicia antes del año 2000 a. C. Una simplificación respecto a este tema en las dinastías de este análisis es la siguiente:
- Dinastía Tang				        618 – 907 d. C.
- Período de las Cinco Dinastías     907 – 960 d. C.
- Dinastía Song				        960 – 1279 d. C.
- Dinastía Yuan (Mongoles)	   		       1279 – 1368 d. C.
- Dinastía Ming				       1368 – 1644 d. C.
- Dinastía Qing				       1644 – 1911 d. C.

### Monedas de bronce
Las monedas de bronce (aleación de cobre y estaño) en forma de cuchillos y palas aparecieron en China hacia el 600 a. C. en varios estados de los Reinos combatientes (siglo V a. C. – 221 a. C.), al mismo tiempo que en el mundo mediterráneo. Hacia el 336 a. C. la dinastía Qin introdujo la primera moneda de bronce redonda, llamada Banliang. El estado Chu utilizó tanto monedas de oro, como de bronce o de cauri bronceadas, siendo el primero en establecer una equivalencia entre ellas. La acuñación de monedas debió hacerse en las capitales de los estados de Qin, Chu, Qi y Yan, mientras que en Wei, Han y Zhao, estados con menor control estatal, hubo acuñamiento en muchas de sus ciudades.

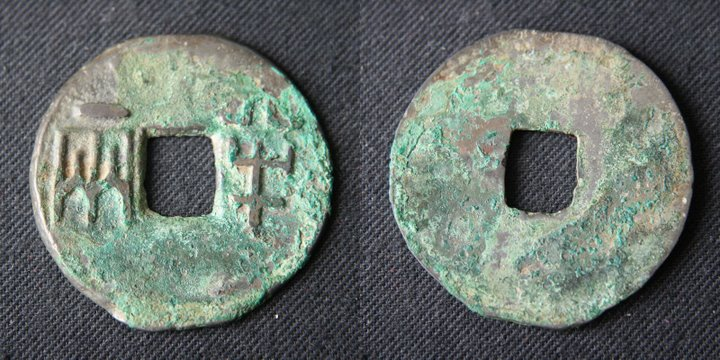
Moneda Banliang durante el reinado de la Emperatriz Gao de la dinastía Han Occidental.

En la década de 230 a. C., el primer emperador Shi Huang (259-210 a. C.), como parte de su proyecto de unificación de China bajo la dinastía Qin, promovió el uso de su moneda de bronce, la Banliang, en los territorios subyugados, aboliendo todas las demás formas de moneda local.
Los impuestos se recaudaban en especie: cereales, forrajes y tejidos. En el 203 a. C., Liu Bang, de la dinastía Han, que había sustituido a la Qin, instituyó el suanfu, un pago de impuesto de capitación de 120 monedas Banliang por adulto y 20 para los jóvenes, que obligó al gobierno a un control de los miembros de cada familia. Este impuesto era complementario de los impuestos en grano y forrajes, y del servicio laboral y militar debido al gobierno.
En el siglo II a. C. el emperador Wu llevó a cabo una centralización fiscal en la que se instauraron nuevos impuestos sobre la riqueza a ser pagados con monedas, además de acuñar una nueva moneda de bronce, la Wuzhou, que reemplazó la Banliang, creando un nuevo estándar de moneda unificada que duraría siglos.
Si se compara el uso monetario entre Oriente y Occidente en el siglo II a. C., se ha estimado que en el 160 a. C. en el Imperio romano circulaba (en valor) un 60% de piezas de oro, un 30-35% de piezas de plata, y un 5-10% de piezas de bronce, mientras que en la China de los Han, casi la totalidad de las monedas utilizadas eran de bronce de bajo valor.
En la década de 480, la corte Qi decretó que los impuestos se pagasen el 50% en moneda y el 50% en tejidos, pero hasta el siglo IX la mayoría de los impuestos se pagaban en granos, tejidos y trabajo en las tierras del gobernante, y poco en dinero. En el 621, la dinastía Tang (618-907 d. C.) introdujo un nuevo estándar de moneda de bronce, la Kaiyuan Tongbao que reemplazó a la antigua Wuzhu y se mantuvo durante toda la dinastía. En el siglo VIII, los ingresos del Estado por impuestos eran un 90% en granos y tejidos, y solo un 10% en monedas.
Cada moneda valía su peso en bronce y tenía una perforación cuadrada en el centro. Al ser su valor pequeño, la gente enhebraba conjuntos de cien o mil monedas en “cuerdas”, sartas pesadas y voluminosas, aunque de poco valor para los comerciantes chinos a gran escala. La frecuente escasez de cobre para acuñar monedas de bronce, llevó a los gobernantes en el 845 y 955 d. C. a emitir proscripciones contra el budismo, que les permitía apoderarse de estatuas y otros ornamentos religiosos de bronce, que podían fundir para acuñar nuevas monedas.
La dinastía Song (960-1279 d. C.) aumentó fuertemente el suministro de dinero. A principios del siglo XI, la acuñación anual de monedas de bronce era cinco a seis veces la del período Tang, llegando a utilizarse dichas monedas en otras zonas asiáticas como Corea, Japón, Annam e Indonesia.
A destacar que durante el período Song, en las regiones de Sichuan y Shaanxi donde el cobre no estaba disponible, el gobierno confiscó todo el oro y la plata, prohibió el uso de monedas de bronce (que fueron enviadas a la capital) y permitió solo la circulación de monedas de hierro (Wen). Este metal era muy abundante, pero con el inconveniente de su poco valor y su gran peso. De hecho una moneda de bronce era equivalente a diez monedas de hierro, un Guan (unidad monetaria tradicional china igual a 1000 Wen) pesaba unos 4 kg, mientras que un Pi (unidad tradicional china para tejidos, unos 30 a 40 m de largo) requeriría 20 Guans o unos 80 kg de monedas de hierro.

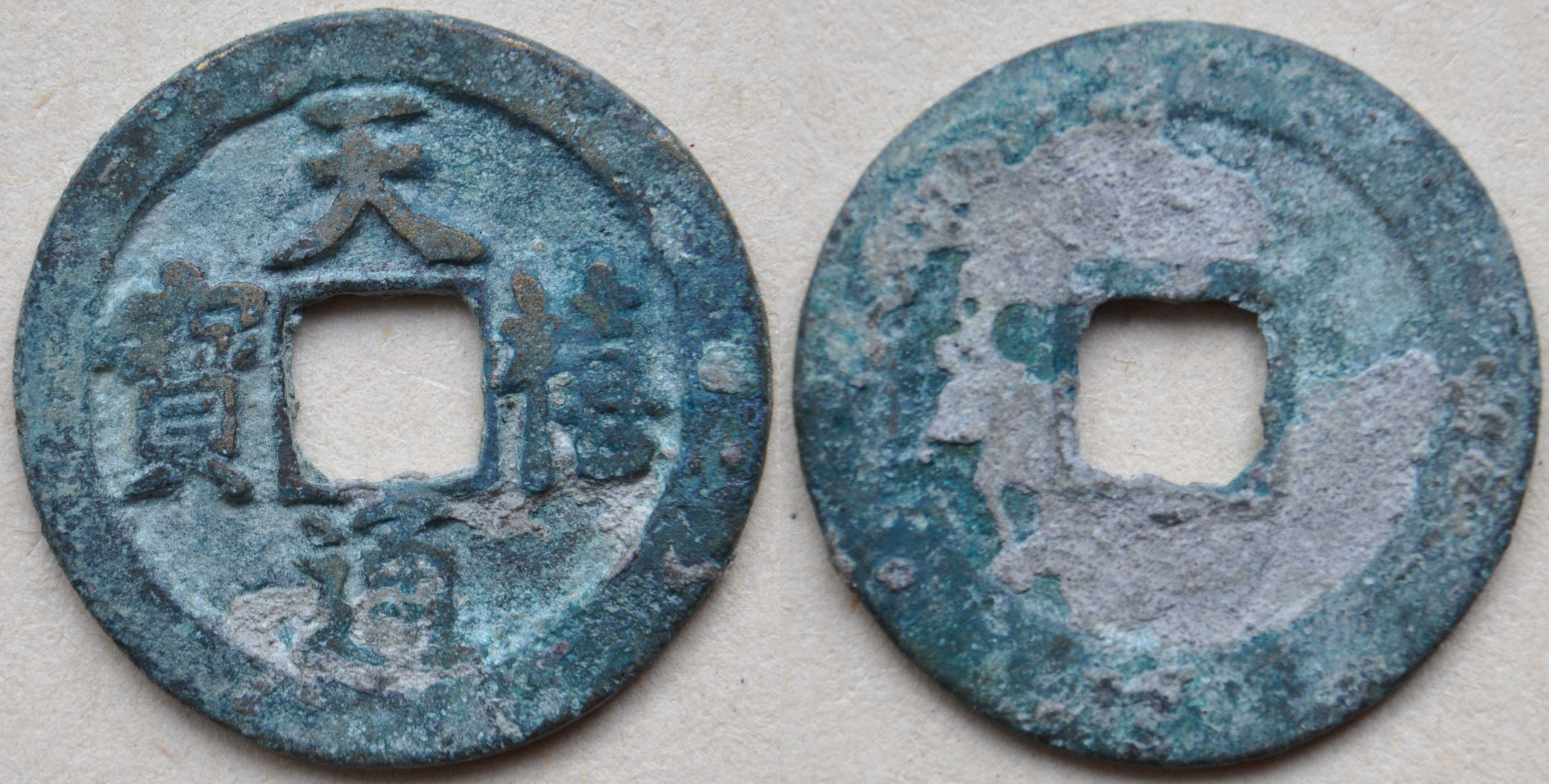
Moneda de bronce del emperador Zhen Zong (997-1022)

En el período Song, se produjo una clara evolución del pago de impuestos en especie hacia un pago en dinero. En la segunda mitad del siglo XII, el pago en dinero suponía 75 a 87%  de los ingresos por impuestos en algunas regiones.
La progresiva escasez de cobre, llevó al gobierno Song a exigir a la gente sus objetos de cobre o bronce para fundirlos, a reducir la cantidad de cobre en un 20% en las monedas de la dinastía Song del Sur comparadas con las de las dinastías Song del Norte o Tang, o a crear una “cuerda corta” de 770 monedas con un valor de mil.
La introducción del papel moneda en el siglo XII por los Song y su expansión en el siglo XIII, junto con la plata convirtiéndose en un componente importante del suministro de dinero por parte de los comerciantes y al requerir los Song el pago de ciertos impuestos en plata, hicieron caer la demanda de monedas de bronce. Esto abrió la puerta a su exportación a otros mercados extranjeros, sobre todo Japón, lo que se tradujo posteriormente en la adopción de la moneda Song en un nuevo estándar monetario en Japón.
El primer emperador Ming, Hongwu, ordenó acuñar nuevas monedas con su nombre, pero descubrió que el Imperio había casi agotado las minas de cobre, con lo que el precio de éste aumentó, y el coste de producir monedas de bronce era mayor que su valor nominal. Los comerciantes no sabían si las raras monedas Ming en el mercado eran genuinas o falsificadas, pero las acaparaban. Ante la escasez de medios de pago, los Ming decidieron emitir papel moneda, lo que generó inflación. La escasez de nuevas monedas de bronce aumentó el valor de las antiguas monedas Song y las falsificaciones. En 1394, 1397, 1403, 1404, 1419 y 1425, el gobierno chino prohibió el uso de monedas de bronce para forzar a usar el papel moneda, pero sin éxito. Cuando una prohibición fracasaba, el emperador autorizaba el uso de monedas hasta la siguiente prohibición.
A veces, un nuevo emperador Ming mandaba acuñar monedas con su nombre estampado y declaraba nulas las antiguas monedas, por lo que los activos monetarios de los comerciantes podían evaporarse en un solo día y llevarles al suicidio. La gente utilizaba las monedas antiguas de anteriores emperadores, ya que las nuevas podían tardar años o decenios en llegar por la escasez del cobre y por la ineficiencia de la dinastía. Cuando las nuevas monedas llegaban, intentaban gastar las viejas antes de que perdieran su valor o intentaban pasárselas a cualquier desprevenido. El uso del dinero producía miedo en la gente al dinero inútil y a pasar hambre.
Las acuñaciones de monedas de bronce producidas según las normas establecidas por el gobierno imperial durante las dinastías Ming (1368-1644) y Qing (1644-1911) recibieron el nombre de zhiqian, para diferenciarlas de las antiguas (jiuqian) de la dinastía Song, y de las falsificaciones privadas sin peso y aleación garantizadas. La cantidad de monedas de bronce acuñadas durante la dinastía Ming fue mayor que las acuñadas por la dinastía Yuan (1279-1368), pero sin llegar a las acuñadas en el período Song. El cobre provenía de las minas de las provincias de Jiangxi, Shaanxi y Shanxi, y de los objetos de cobre exigidos a los ciudadanos en otras provincias sin minas de cobre para ser fundidos, pero el problema para el imperio era que no tenían cobre suficiente para satisfacer la demanda de medios de pago. La escasez de cobre alimentó la fabricación de falsificaciones de baja calidad, que inundaron el imperio e hicieron caer el valor de las monedas de bronce en muchos lugares, hasta la llegada de las monedas de plata en la segunda mitad del siglo XVI.
Al llegar la dinastía Qing al poder, una de las primeras medidas que tomaron fue devaluar las monedas Ming a la mitad de su valor, por lo que estas fueron retiradas de la circulación y usadas para acuñar las nuevas monedas Qing, por lo que actualmente es más difícil encontrar monedas Ming que monedas Song.

### Papel moneda
El primer precedente del papel moneda se encuentra en los pagarés comerciales, que en el caso de China aparecieron en el 118 a. C. durante la dinastía Han (206 a. C.-220 d. C.), y estaban preparados sobre cuero de ciervo.
Otro precedente del papel moneda se desarrolló en la China de la dinastía Tang (618-907) en el siglo VII, donde se le llamó “dinero volador”. Eran pagarés emitidos por los comerciantes a los mayoristas para evitar el uso de una enorme cantidad de monedas de bronce en las grandes transacciones comerciales.
Un tercer precedente se produjo al comienzo de la dinastía Song, cuando en el 985 el gobierno comenzó a licitar vales de canje conocidos como jiaoyin, como pago por envíos de grano, forraje, dinero (monedas y plata) y otros suministros a los ejércitos de la frontera, que podían canjearse en la capital por monedas, importaciones exóticas como el incienso o el marfil, o las codiciadas licencias para adquirir y comercializar el té y la sal.
El verdadero papel moneda se desarrolló a partir de estos precedentes en el siglo XI, durante la dinastía Song (960-1279 d. C.), debido a la carestía de cobre para acuñar monedas.
El transporte voluminoso de monedas de hierro en Sichuan, llevó a los mercaderes de Chengdu a emitir sus propias facturas de crédito en papel, conocidas como jiaozi. Estos billetes se emitían en cantidades variables, y podían transferirse a un tercero. En 1005, las autoridades de Chengdu crearon un formato estándar para estos billetes y restringieron su emisión a un consorcio de dieciséis comerciantes. En 1024 el gobierno tomó el control de la emisión de jiaozi, y fijó el valor de dichos billetes en una denominación estándar de monedas de hierro, con un límite de tres años de circulación, con lo que el jiaozi se convirtió en el primer papel moneda del mundo, pero siempre confinado a Sichuan.  Estos billetes eran una promesa del comerciante de canjearlos más tarde por un objeto de valor o por dinero en metálico. El jiaozi no reemplazó a las monedas, sino que se utilizó junto a ellas.

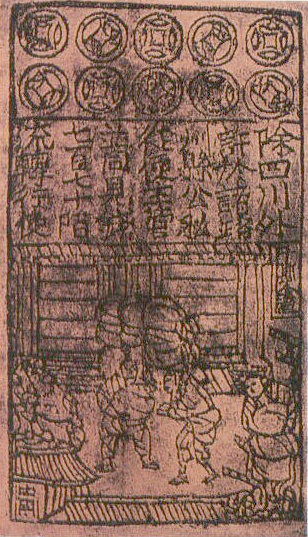
El "jiaozi", el primer papel moneda del mundo.

En el siglo XII, la extracción de cobre cayó un 90% según las minas se iban agotando, provocando escasez de monedas de bronce y reforzando la emisión de papel moneda. En 1161 la corte Song introdujo un nuevo papel moneda, el huizi, en las provincias del sur, con una gestión prudente durante varias décadas (restricción de la cantidad en circulación, compra del exceso de billetes con las reservas de plata,…). El billete menor equivalía a 200 monedas de bronce, y el mayor a 3000 (el primer billete europeo apareció en 1661, cinco siglos después).
A comienzos del siglo XIII, exigencias fiscales ligadas a la guerra contra los Jin, forzaron a los Song a emitir papel moneda en cantidades excesivas, lo que produjo su depreciación. Hacia 1240, el valor de mercado de los huizi era solo del 25% de su valor facial. En la década de 1250, ante las invasiones de los mongoles, el estado Song recurrió a la impresión masiva de billetes huizi, provocando una caída en picado de su valor y una fuerte inflación. Los Song fueron derrocados por los mongoles antes de poder evitar la catástrofe monetaria.
El fundador mongol de la dinastía Yuan (1271-1368), Kublai Kan, emitió un papel moneda conocido como Jiaochao, hecho de una lámina negra derivada de la corteza del moral, que debía reemplazar las monedas metálicas y que llevaba la firma de varios funcionarios. El sistema no estaba respaldado por plata ni oro, por lo que se convirtió en la primera moneda fiduciaria del mundo. Los comerciantes venecianos y Marco Polo quedaron impresionados por el hecho de que el papel moneda chino estaba garantizado por el Estado. En 1263 el gobierno empezó a cambiar el pago del impuesto baoyin en plata por un pago en papel moneda. Las monedas de bronce casi desaparecieron de la circulación, salvo en el sur de China. Los problemas fiscales de los Yuan llevaron al gobierno a una impresión excesiva de papel moneda que provocó una subida de precios, y favoreció el problema de la falsificación. La hiperinflación resultante provocó la devaluación del Jiaochao. Para la década de 1350, el papel moneda Yuan llegó a valer apenas el 10% de su valor nominal, y gran parte de la población china estaba en abierta rebelión. En la década siguiente la dinastía cayó ante la insurrección Ming.
El emperador Hongwu (1368-1398) fundó la dinastía Ming en 1368, estando la economía china en ruinas. Intentó volver a una sociedad agraria y al pago de impuestos y salarios en especie en vez de con monedas. Estableció su capital en Nankín, tras las pérdidas de población (entre un 15% y 30% entre 1340 y 1370) en el norte y el oeste por las guerras civiles y el hambre. Intentó reducir los costes logísticos y administrativos del gobierno, pero con un nivel de ingresos inferior a los Song. Ante la escasez de cobre para acuñar nuevas monedas, Hongwu instituyó un nuevo papel moneda, baochao, al tiempo que prohibía el uso de oro y plata como dinero, y el comercio marítimo internacional (prohibición que duró hasta finales del siglo XVI). Pero desde el principio se produjo una fuerte depreciación del papel moneda: en 1394 el baochao circulaba con un descuento del 80%, y en 1425 solo valía el 2% de su valor facial.
El emperador Yongle (1402-1425) se inspiró en la visión de un imperio mundial de los mongoles, invadió Vietnam y envío grandes convoyes marítimos hasta Arabia y África, bajo el mando del almirante Zheng-He, que realizó siete grandes expediciones entre 1405 y 1433 a un coste enorme. Trasladó la capital al norte, a la actual Beijing, pero los excesivos costes de sus aventuras externas, y la ampliación del sistema de transporte del Gran Canal hasta la nueva capital, agotaron el tesoro del estado e influyeron en el sistema de ingresos fiscales. En la década de 1430, los Ming abandonaron el sistema de papel moneda (aunque los billetes se utilizaron hasta 1573) y pararon la acuñación de monedas de bronce. El estado tuvo que aceptar la plata no acuñada que se había introducido profundamente en la economía privada como su nuevo estándar monetario. A comienzos del siglo XVI, el Imperio chino no tenía una moneda que funcionase.

### Monedas de plata
En el 640 d. C., la dinastía china Tang conquistó el reino de Gaochang, de los nómadas heftalitas, cuyo estándar monetario eran las monedas de plata sasánidas. El gobierno Tang rechazó su uso como moneda legal, aunque podía ser utilizada por los extranjeros. Su uso desapareció en el siglo VIII, desplazadas por los rollos de seda y monedas de bronce chinas, al integrarse esta región en el Imperio chino.
Durante la dinastía Yuan, la mayoría de los impuestos se recaudaban en seda y plata. El 20% de la plata recolectada se mantenía en China para los gastos del gobierno, y el resto se enviaba a la corte mongol de Karakórum, lo que inició un trasvase de la plata desde China hacia el mundo islámico, y la escasez de plata en el Norte de China hacia 1260.
Las masivas emisiones de papel moneda en China de las dinastías Song, Yuan y Ming redujeron fuertemente su valor facial y provocaron un enorme problema para mediados del siglo XV. El comercio diario necesitaba un medio de intercambio fiable para reemplazar al papel moneda, y la plata emergió como el metal de elección, por encima del cobre debido al valor intrínseco de la plata y su facilidad para determinar el contenido metálico. Desde hacía siglos, la plata era reconocida como repositorio de valor, dinero y mercancía. China se convirtió en el principal cliente del mercado de la plata a nivel mundial en la segunda mitad del siglo XVI, para lo cual tuvo que levantar la prohibición al comercio marítimo privado que había impuesto Hongwu en el siglo XIV.
La prohibición del comercio marítimo de los Ming había sido una forma de intentar controlar el comercio internacional. En 1403-04, en el apogeo de la prohibición del comercio con extranjeros, la corte Ming recibió delegaciones tributarias de 38 países. Los Ming querían los beneficios del comercio y las mercancías extranjeras, pero no los comerciantes extranjeros. Incluso en 1525 la corte ordenó destruir los barcos privados, política que revirtió cincuenta años más tarde al comenzar el tráfico de plata.

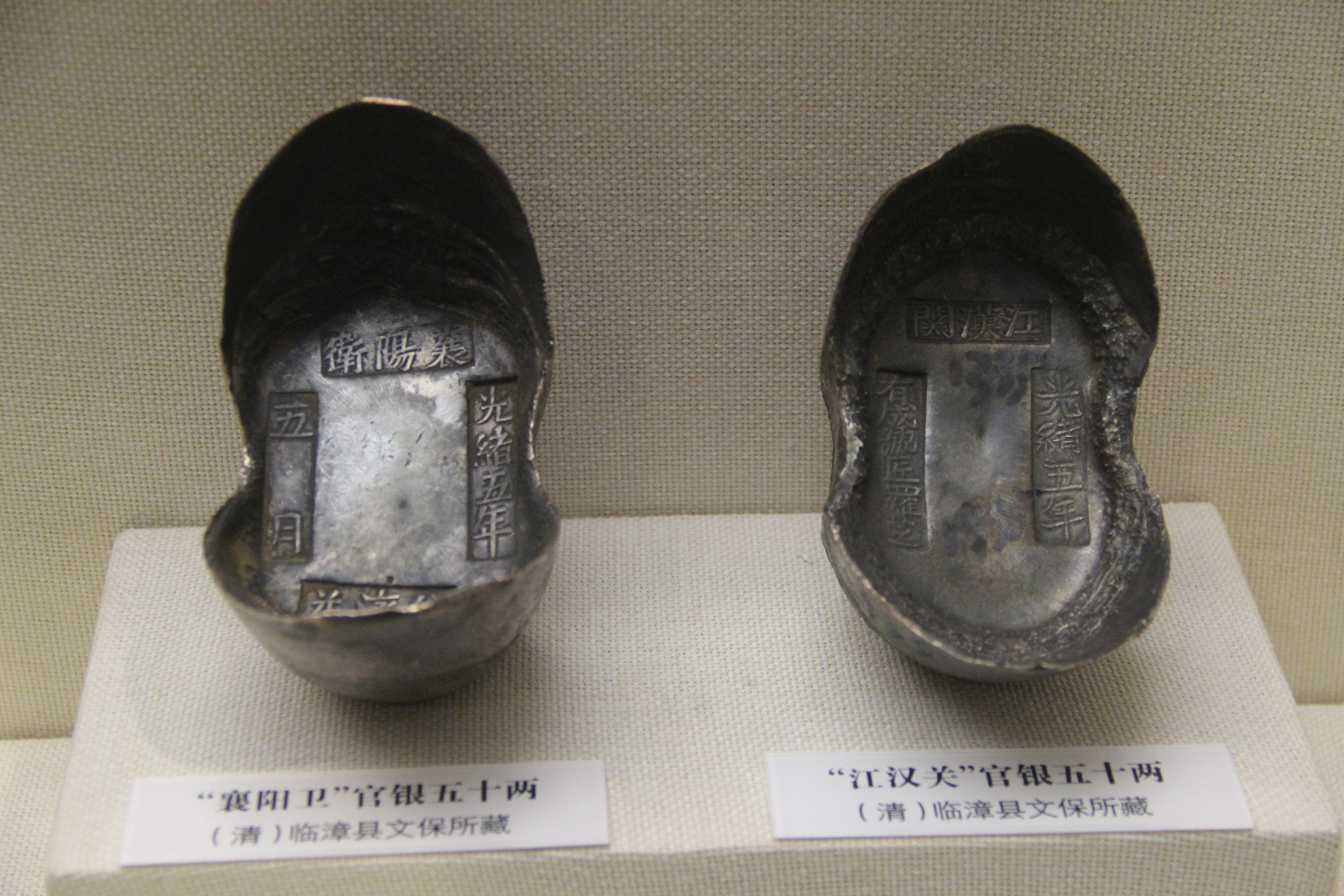
"Sycee" de plata de la dinastía Qing.

La incertidumbre con las monedas de cobre y el papel moneda hizo que para las grandes transacciones, los comerciantes comenzasen a llevar consigo pequeños lingotes de plata, medidos en taels (unos 40 gramos) y sycee (lingotes con forma de barco, de precio variable en función de la pureza de la plata, el tamaño y la cantidad de detalles que el artesano incorporaba), que pesaban en balanzas de joyero y luego recortaban con unas tijeras especiales. Su pureza era evaluada por los kanyinshi (maestros plateros).
El gobierno Ming, inspirándose en los comerciantes, fue adoptando gradualmente el uso de la plata para el pago de impuestos. Los lingotes de plata de fabricación privada empezaron a utilizarse en la provincia de Cantón y se extendieron al bajo Yangtsé antes de 1423, año en que se volvieron aceptables para el pago de obligaciones tributarias. En 1436 el tributo en grano enviado de Jiangnan a Beijing se conmutó por pagos en plata. Más tarde, se exigió pagar en plata los impuestos provinciales en 1465, el impuesto a la sal en 1475, y las exenciones de corvea en 1485. 
Basándose en la tributación de la minería de plata, se estima que la producción doméstica de plata en la China de los Ming entre 1390 y 1520, fue de unas 11,3 toneladas anuales.
Para la década de 1540, la plata se había convertido en la moneda dominante de China. En la segunda mitad del siglo XVI, el 90% de los impuestos se recaudaban en trozos de plata. Todo el mundo pagaba sus deudas con esquirlas de plata. La demanda de plata había aumentado considerablemente, pero las minas de plata de China estaban tan agotadas como las de cobre. El único productor cercano era Japón, con el que China estaba enfrentada, por lo que los comerciantes recurrieron en el siglo XVI a los wōkòu, unos piratas japoneses que actuaban en la región de Fujian y que la marina imperial no lograba controlar, así como a comerciantes portugueses y holandeses, para conseguir plata de Japón a cambio de seda y porcelana.
Finalmente, en 1567 el emperador Longqing tiró la toalla y anuló la prohibición del comercio extranjero privado, reconociendo la imposibilidad de detener el contrabando, la dependencia de la población más pobre de Fujian de ese comercio, y la necesidad desesperada de plata de los comerciantes para hacer negocios. Para conseguirla, China se abrió al mundo. La aparición de extranjeros con plata en Filipinas en 1571 fue un regalo del cielo. Los galeones españoles que traían plata eran barcos cargados de dinero. La ruta de los galeones transportó seda y plata a través de Pacífico a partir de ese momento.

## El comercio de la plata en el Imperio español
En el siglo XV, la economía global demandaba metales preciosos para garantizar el valor de los productos y la estabilidad de los precios. La balanza de pagos mundial se inclinaba hacia China, que representaba un cuarto de la población mundial y era la principal potencia económica del mundo. En Occidente los gobiernos como Portugal y España, financiados por los créditos de los mercaderes de las grandes ciudades-estado italianas, se lanzaron a la búsqueda de fuentes alternativas de metales preciosos, cuyos precios habían subido de forma estratosférica. Portugal se centró en el comercio de oro proveniente de los tramos superiores de los ríos Níger y Volta, mientras España triunfó con el descubrimiento de América en 1492.
Durante los siglos XVI y XVII, los españoles descubrieron grandes cantidades de plata en América que alimentaron la creación del Imperio español, cuya financiación se apoyó en los productos encontrados en el nuevo continente. El descubrimiento de las minas de plata de Bolivia (Potosí) y México (Zacatecas y Guanajuato), y el desarrollo del nuevo método de amalgamación de la plata por el mercurio, se tradujeron en un aumento decisivo en la oferta de plata, al tiempo que la mayor economía del globo demandaba el mineral de forma desesperada para re-monetizar su sistema comercial.
Los europeos deseaban productos chinos como la seda o la porcelana, pero no disponían de ningún bien deseado por los chinos, por lo que comerciaron con la plata extraída de las Américas, para compensar el déficit comercial con China. Las minas de plata hispanoamericanas eran las fuentes más baratas de plata del mundo. Los españoles acuñaron en plata el Real de a ocho (o dólar español), cuyo uso se extendió por casi todo el mundo. El cambio de los sistemas fiscal y monetario de China al patrón plata, supuso un notable incremento de la valoración de este metal en los siglos XVII y XVIII.
En los dos siglos que siguieron el descubrimiento de Potosí en 1545, las minas de plata españolas en América produjeron 40.000 toneladas de plata. De 1500 a 1800 Bolivia y México produjeron alrededor del 80% de la plata del mundo y al menos el 30% de ella terminó finalmente en China.

### Descubrimiento de minas de plata en la América colombina
Tras el descubrimiento de América en 1492, durante las primeras décadas, el foco se puso en la búsqueda de oro. La plata se convirtió en la verdadera protagonista de la riqueza del nuevo continente tras el descubrimiento de Potosí (1545) y Zacatecas (1546), y especialmente a partir de la década de 1570, cuando se difundió la amalgamación con mercurio o método de patios. A destacar que los yacimientos de oro en la América colonial española (México, Nueva Granada, Ecuador, Perú y Chile) tuvieron rendimientos inferiores a los de la plata, que se convirtió en el verdadero soporte del Imperio español.
La principal mina de plata de la América española estuvo ubicada en la ciudad boliviana de Potosí durante varios siglos. A 4.000 metros de altitud en los Andes, al pie de un volcán extinguido, se encuentra el Cerro Rico de Potosí, que es casi una montaña hecha literalmente de plata.
La historia dice que en abril de 1545 el campesino Diego Gualpa o Hualpa caminaba en un cerro pelado del altiplano, en el sur de Bolivia, buscando una llama extraviada. En una alta cresta, el caminante tropezó y se agarró a una planta para no caerse, que se desprendió con su raíz y en el agujero que quedó, vislumbró un brillo metálico. Era una veta de mineral de plata de 100 m de largo, por 4 de ancho y 100 de profundidad: el mayor yacimiento de plata jamás descubierto. La veta tenía un 50% de porcentaje de plata.

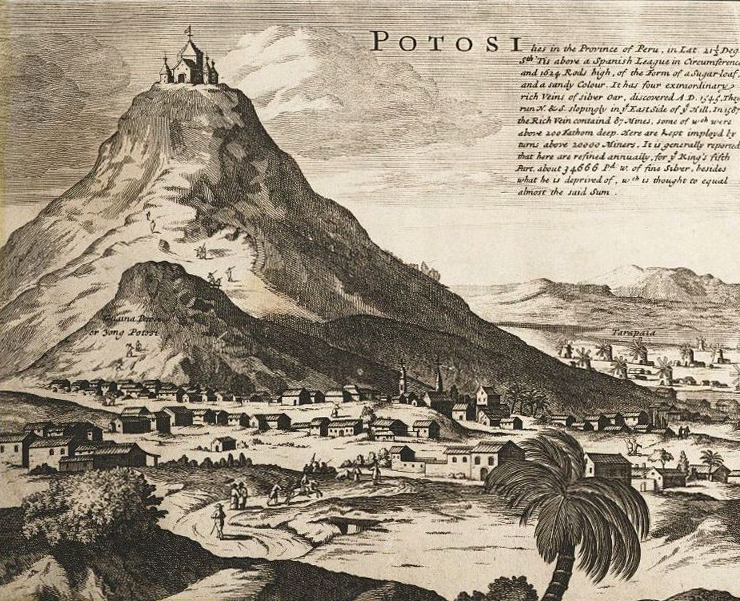
Cerro Rico de Potosí (1715). Grabado de B. Lens.

El descubrimiento de estas minas atrajo a miles de personas con lo que Potosí creció rápidamente, convirtiéndose en un modelo para ciudades de desarrollo rápido, mostrando características de un lujo extravagante, mineros despilfarrando fortunas y crímenes violentos en un terreno casi estéril. Hacia 1560, la Villa Imperial de Potosí tenía 150.000 habitantes, y en 1611 superaba los 160.000 habitantes, tan grande como Londres o Ámsterdam, siendo la ciudad más alta y rica del mundo.
Las otras minas de plata importantes de la América española fueron las descubiertas en México como las de Zacatecas, descubiertas por Juan de Tolosa en 1546, o la mina de Guanajuato, descubierta casi al mismo tiempo.
Potosí dominó la producción argentífera en los siglos XVI y XVII, lugar que ocupará Nueva España en el siglo XVIII al cuadruplicarse la plata producida entre 1700 y 1770. Además de Zacatecas y Guanajuato, destacaban los yacimientos de Real del Monte, San Luis Potosí o Sombrerete. Según el derecho castellano, la propiedad de las minas era de la Corona, que cedía su explotación bajo cobro de un impuesto real. La Corona decretó en 1504 que todos los mineros debían pagar al menos un quinto de su plata por el privilegio de explotar sus minas (“quinto real”). En 1548, México ganó una concesión para pagar solo un décimo (“diezmo”), que se convirtió en el nuevo estándar en el siglo XVII, mientras en Perú el quinto real se mantuvo hasta 1736.

### Refinación y exportación de la plata
La producción de plata se centraba en dos operaciones, la extracción del mineral y su posterior refinación para obtener el metal de plata. La principal clave de su rentabilidad fue la explotación de la fuerza de trabajo indígena, cuyo trabajo básico era extraer el mineral de las galerías y trasladarlo a la entrada de la mina.
La explotación de las minas variaba de una región a otra. En México se hacía mediante un tiro perpendicular excavado desde la superficie hasta la veta, mientras que en Perú se seguía la veta en todo su recorrido. Los problemas de abastecimiento en alimentos, insumos y mano de obra de estas minas fueron importantes y aumentaron sus costes.
Las técnicas relativamente simples de extracción y procesamiento de los incas y otros pueblos indígenas dominaron la minería de plata en la América colonial durante la primera parte del siglo XVI.
Las condiciones de trabajo en Potosí eran inhumanas. Los indios transportaban 40 kg de mineral sobre sus espaldas desde profundidades de cientos de metros por escalerillas colgantes de sogas y correas, en una oscuridad casi total. Se les asignaba una cuota de plata a extraer, y había castigos con látigos si no cumplían. Se hablaba de los pozos infernales de Potosí.
La plata se obtenía por fundición. Los españoles no sabían inicialmente cómo refinarla: hervían el mineral y perdían buena parte de la plata. Sin embargo, los indios andinos tenían una metalurgia avanzada con hornos de baja temperatura alimentados por pasto seco y estiércol de llama, y pronto hubo centenares de hornos nativos que preparaban lingotes de plata casi pura de 65 libras de peso, y marcados con sellos para garantizar su calidad y autenticidad. El control de los hornos indígenas, huayras (vientos en quechua), era realizado por los yanaconas (esclavos de la nobleza inca). El método requería minerales muy ricos, pero no extraía todo el metal y era muy caro por su consumo de carbón y madera, que había que importar a menudo desde muy lejos, aumentando los costes de explotación.

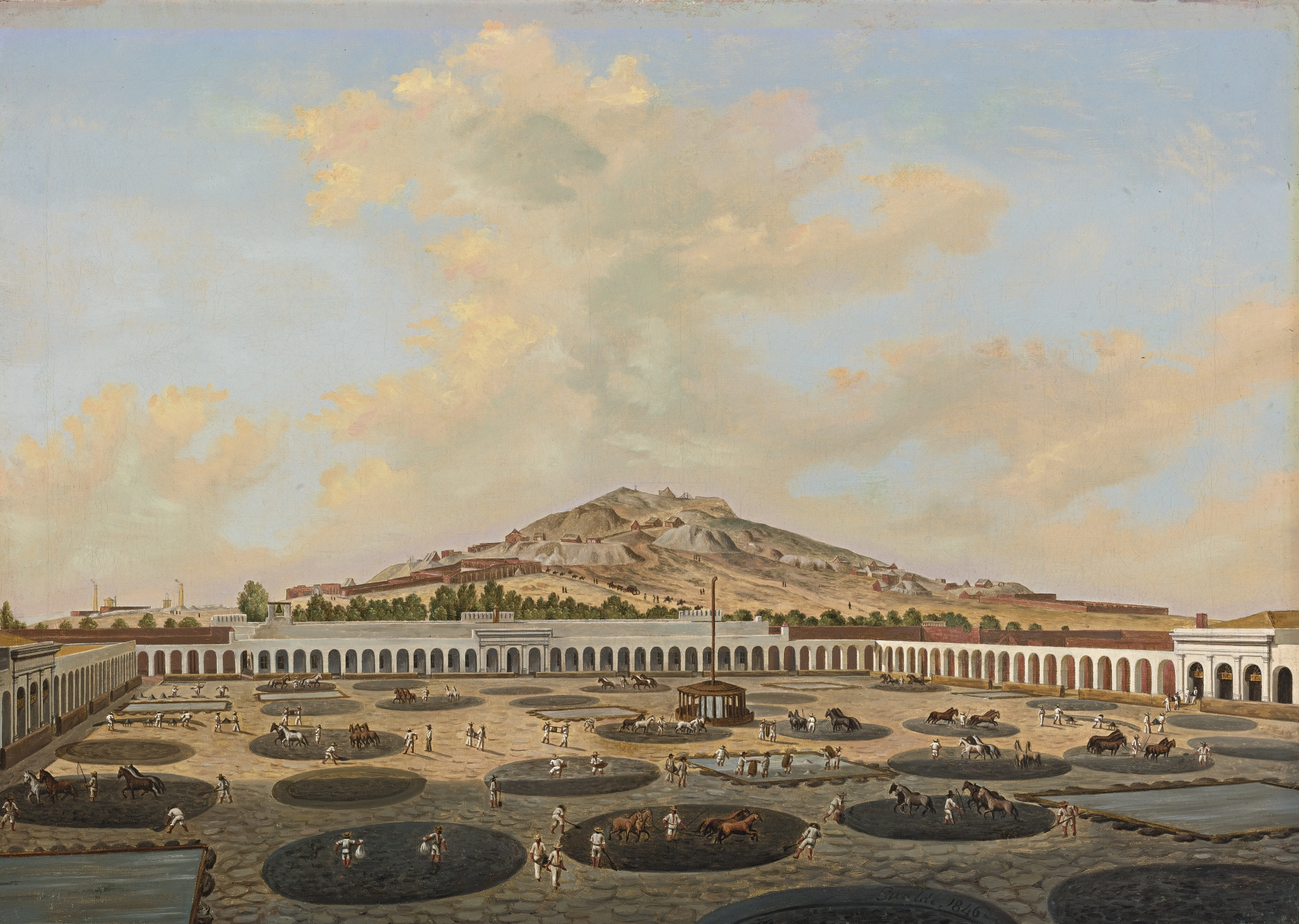
Labores del método de patios en la Hacienda Nueva de Fresnillo de González Echeverría, Zacatecas (Pietro Gualdi, 1846)

En 1555 se desarrolló el “método de patios” para purificar la plata por amalgamación con azogue o mercurio, en vez de calor, lo que permitió procesar minerales de Ley más baja. El metalúrgico español Bartolomé de Medina lo experimentó en las minas mexicanas de Pachuca y a principios de la década de 1570 fue incorporado por la minería de Potosí.
El proceso podía durar hasta dos meses y una tercera parte del metal se obtenía por fundición. Su ventaja era la simplicidad del equipo, la tecnología requerida y el bajo consumo energético, mientras que sus inconvenientes eran la lentitud y la dependencia del azogue. El mineral molido se reducía a polvo y se secaba en un patio enlosado, donde se formaban pequeños montículos a los que se agregaba agua salada y mercurio, mezclando todo con azadas y rastrillos hasta formar una pasta dura. La pasta se pisoteaba por hombres, caballos y mulas, lo que proporcionaba la energía necesaria para combinar el mercurio con la plata del mineral formando una amalgama pegajosa. Luego se echaba agua a la pasta y se arrastraba todo menos la amalgama, que se rascaba y se guardaba en bolsas de tela. Al calentar la amalgama, el mercurio, que hierve a menos de 360°, se evaporaba, dejando la plata pura.
El mercurio era uno de los costos de producción más importantes de la plata para América, ya que gran parte había que traerlo desde las minas de Almadén en España y de Idrija en Eslovenia. Potosí tenía la mayor cantidad de mineral de plata, pero de menor calidad que las de México.
En 1559, el comerciante Enrique Garcés, alertado por los pobladores locales, descubrió en Perú los grandes depósitos de mercurio de Huancavelica a 1300 km de Potosí. La mina se abrió en 1564, y la Corona la confiscó en 1573 para utilizarla con la de Potosí, lo que evitaba tener que depender de la tecnología de los indios. El virrey del Perú obligó a los nativos a enviar hombres a ambas minas como tributo. Además, los empresarios mineros importaban centenares de esclavos africanos cada año. Las condiciones de trabajo eran aterradoras: túneles sin casi ventilación y vapores venenosos del mercurio, con una alta mortalidad por envenenamiento por mercurio, neumonía, tuberculosis, silicosis y asfixia.
La amalgamación de mercurio aumentó fuertemente el volumen de producción de plata en las Américas. De 1575 a 1590 la producción de Potosí se multiplicó por seis, favorecida por el mercurio de Huancavelica y por la abundancia de mano de obra indígena barata gracias a instituciones coloniales como la mita.
La plata del Potosí era transportada hasta Arica, en la costa chilena, y de allí en barco hasta el Callao, el gran puerto de Lima, sede del Virreinato del Perú. Desde allí, los convoyes partían con dos destinos principales: Panamá para cruzar el istmo y enviarla hacia Europa, y México para enviarla hacia Asia. La Corona española, siempre necesitada de dinero en efectivo, quería que la plata fuese a España, mientras que los colonizadores españoles querían enviar el máximo a China por maximizar sus beneficios, lo que facilitó el desarrollo del contrabando. Las cifras oficiales hablan de un 10% de la plata americana enviada a Asia, pero hay estudiosos que creen que con el contrabando al menos el 30% de la plata cruzó el Pacífico. Para algunos, la expansión europea era la principal fuerza de los asuntos mundiales; para otros, la unidad económica del planeta se movía por la demanda china.
Entre 1561 y el fin del período colonial, el valor de las exportaciones coloniales de productos mineros (sobre todo oro y plata), osciló entre el 75% y el 90% del total según las regiones. Para el buen funcionamiento del sistema, la metrópoli estableció una red de comunicaciones a larga distancia, conectando sus principales puertos exportadores con su sistema de flotas y galeones; vedó el acceso a sus colonias a las potencias europeas, estableciendo el monopolio y la prohibición de comerciar a quienes no fueran súbditos de la monarquía; y prohibió o puso trabas a las relaciones entre las colonias americanas. La prohibición del comercio inter-colonial buscaba evitar la salida de la plata hacia circuitos no controlados por la metrópoli.

### La conquista de Filipinas y el Galeón de Manila
En 1519, una flota española de cinco barcos bajo el mando del explorador portugués Fernando de Magallanes, zarpó de Sevilla buscando una ruta a través del Océano Pacífico hacia el este de Asia. Magallanes murió durante el viaje, siendo el navegante español Juan Sebastián Elcano y 18 tripulantes sobrevivientes los primeros en circunnavegar el mundo y regresar a España en 1522. Entre 1526 y 1540, España envió dos expediciones más a Filipinas, pero ninguna logró regresar a América.
Una cuarta expedición dirigida por Miguel López de Legazpi, fundador de la moderna Manila, y Fray Andrés Ochoa de Urdaneta, el navegante que guio las naves a través del Pacífico, partió de Sevilla el 21 de noviembre de 1564 y logró llegar a Filipinas en 1565. La misión encargada por el rey de España era establecer una base comercial en Asia, hacer una carta de los vientos predominantes y de la ruta de regreso, e introducir el cristianismo en la región. Legazpi se estableció en la isla de Cebú mientras Urdaneta estudiaba cómo regresar a México. Los vientos alisios que habían llevado las naves de México a las Molucas les impedían volver. En una inspiración marinera genial, Urdaneta navegó gran distancia hacia el norte, cruzando el Pacífico cerca de los 40° N de latitud y llegó a Acapulco 130 días después de haber partido de la isla de Cebú. Así estableció una ruta marítima de regreso a las Américas, el llamado tornaviaje, y creó los registros y los mapas de navegación de la ruta.

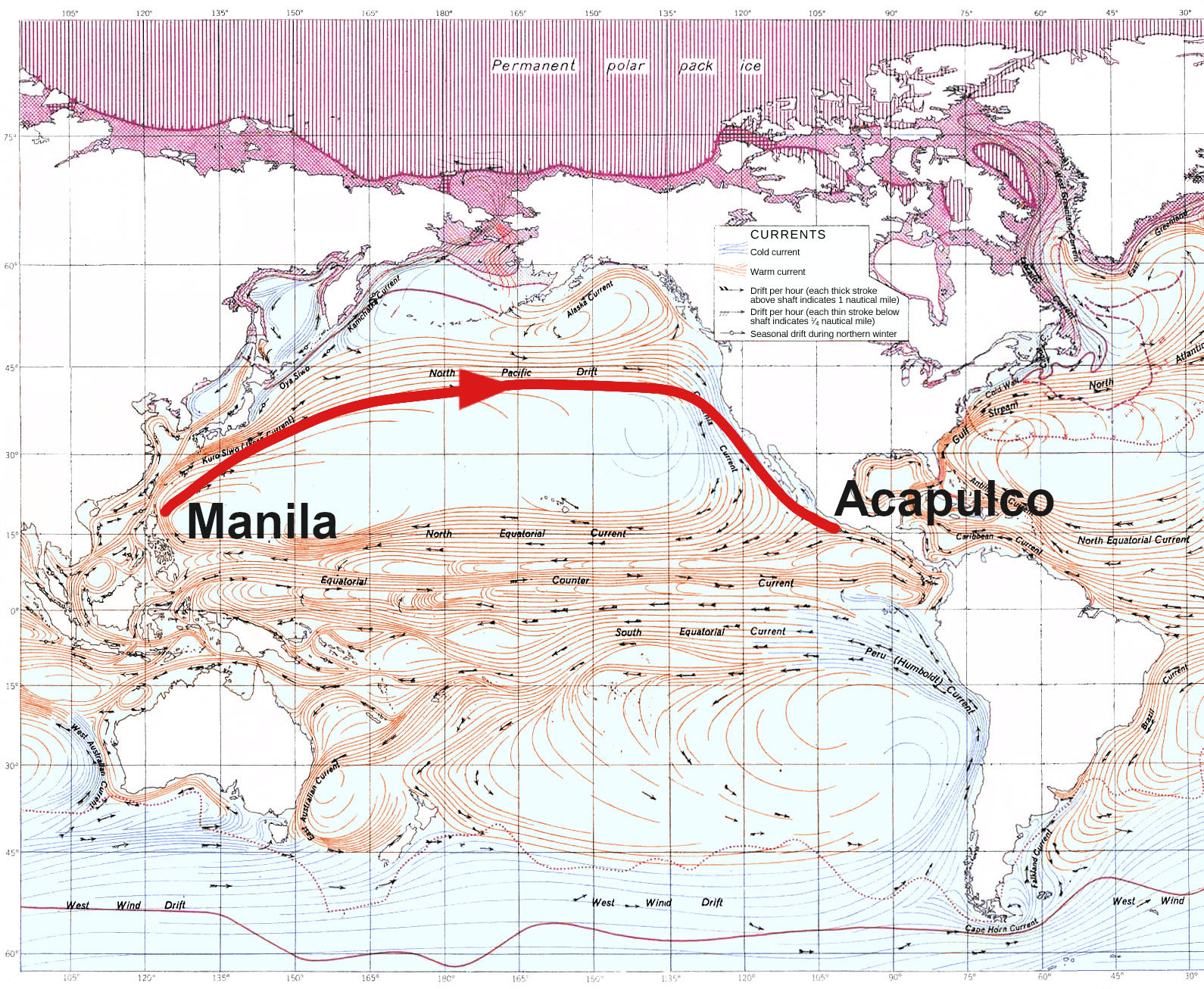
Ruta de vuelta o tornaviaje de Filipinas hasta México, de Andrés de Urdaneta

Mientras tanto, Legazpi recibía del virrey de Nueva España barras y monedas de plata de las minas de Bolivia y México para pagar a las tropas españolas. Entre 1570 y 1572 se produjeron diversos encuentros con juncos chinos e intercambios de plata por bienes manufacturados chinos (seda, porcelana,…). Esto fue el inicio de un intercambio comercial imparable entre China y España, el “Galeón de Manila”, que vinculaba a Asia, América y Europa.
Manila tenía una ubicación ideal para convertirse en un importante puerto comercial de intercambio de plata por productos exóticos chinos o asiáticos como la seda, la porcelana y el té. Juncos y otros botes pequeños chinos navegaban entre marzo y junio para evitar la temporada de tifones y las lluvias monzónicas del suroeste. La comunidad china de Manila creció de manera exponencial, pasando de unas 10.000 personas hacia 1590, a 20.000 en 1603 y a 60.000 en 1750, mientras los marineros españoles comerciaban con los chinos y descansaban antes del arduo viaje a Acapulco.
Muchos comerciantes chinos se establecieron en Manila en un área adyacente a la ciudad amurallada que albergaba la mayoría de los edificios coloniales españoles. Conocida como Parián, esta área se convirtió en el centro comercial de Manila, con más de 100 tiendas donde se intercambiaban los productos que llegaban desde China.

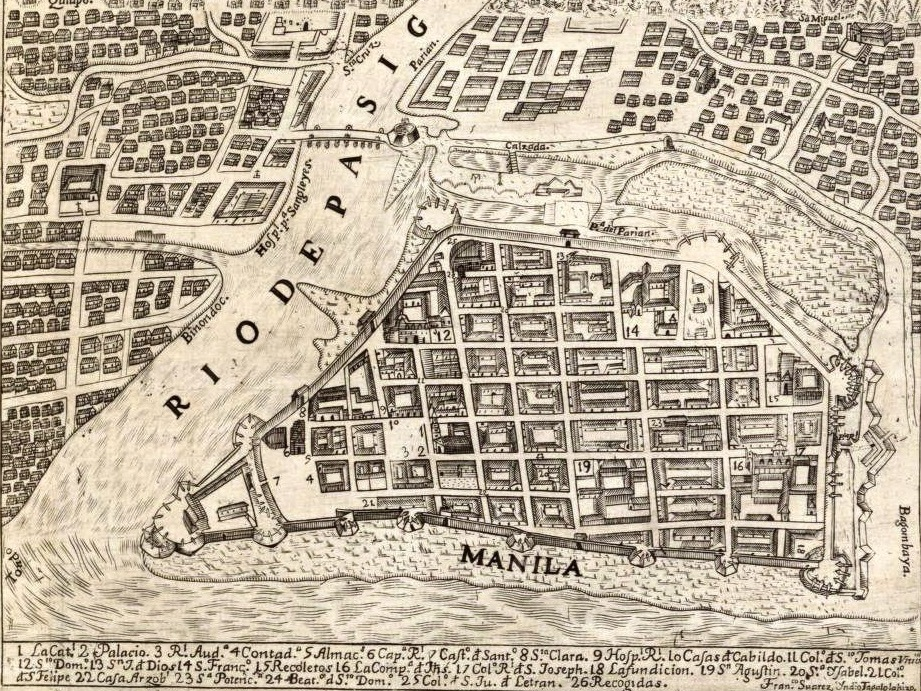
Ciudad amurallada de Manila, con el Parián arriba, en el Mapa Velarde (1714).

Manila se convirtió en una ciudad muy diversa, con personas provenientes de los diferentes países europeos, de Turquía, Persia y otros de Asia y África. A finales del siglo XVI y comienzos del XVII hubo conflictos entre los españoles de Manila, que eran pocos y temían ser invadidos por los chinos, y los chinos del Parián, decretando por ejemplo en 1596 la expulsión por el gobierno de Manila de 12.000 chinos, o la demolición de casas chinas cerca de las murallas de Manila, mientras que en 1603 se produjo una masacre de chinos. A pesar de ello, el comercio de galeones y el Parián volvió a funcionar en un plazo de dos años; el emperador chino declaró que los españoles habían matado gente sin permiso, pero que eran gente baja, ingratos para con la China. Las rebeliones en Parián con expulsiones y masacres se produjeron varias veces entre los siglos XVII y XIX, pero los minoristas de Fujian volvían a Manila a pesar del riesgo de pérdida de vidas, y los comerciantes españoles de Manila les invitaban a volver y a participar en el contrabando.
En América, las ciudades de Acapulco y Ciudad de México en Nueva España comenzaron a depender económicamente de los galeones de Manila. Las mercancías llegadas en estos barcos se transportaban hasta Ciudad de México, que se convirtió en una de las ciudades más lujosas del mundo y donde empezaron a instalarse muchos asiáticos, principalmente chinos y filipinos. En la Plaza Mayor de Ciudad de México se estableció el primer barrio chino fuera de Asia. Desde aquí se enviaban las mercancías a Veracruz, donde se cargaban en la Flota de Indias o Flota del Tesoro con destino a Sevilla, y en consecuencia a las regiones europeas bajo control de la corona española.

### Impacto en Occidente del comercio de la plata
La plata entraba legalmente en Europa en el siglo XVI a través de Castilla, que restringía el comercio con las colonias españolas a los súbditos de la madre patria. El oro y la plata llegaban en la Flota de Indias, acompañada por una protección armada que se regularizó en 1565. Dos flotas cubrían el tráfico con las Indias, una en enero y otra antes de agosto, para evitar los huracanes de septiembre del golfo de México. El cargamento de vuelta comprendía pequeñas cantidades de productos coloniales, y vastas cantidades de plata. En 1594, esta suponía el 95,62% del valor de la carga.
La Corona de España se apoyó en emprendedores privados para operar las minas del Nuevo Mundo a cambio de impuestos, el “quinto real”, un 20% del valor bruto. Entre 1536 y 1660, el 26,2% de los metales preciosos que llegaban a Sevilla pertenecían a la Corona y financiaban el Imperio español.
España intentó limitar la cantidad de plata enviada a Manila. La Corona dictó decretos para limitar el número de naves autorizadas a viajar a Manila, recortar las cantidades permitidas a exportar, establecer cuotas para la importación de bienes chinos y aconsejar a los comerciantes crear un cártel para elevar los precios. A pesar de ello, no pudo evitar el elevado nivel de contrabando de plata con destino a China, donde el precio de la plata era muy superior al de España.
La llegada de la plata a España y Europa, y su venta directa o indirecta a China (se estima que al menos un tercio de la plata americana terminó en China), financió guerras simultáneas del Imperio español durante generaciones en Europa, el Nuevo Mundo y Asia, contra los otomanos en el Mediterráneo, contra los indígenas de Filipinas, contra los protestantes de Inglaterra y Holanda, y contra Francia.

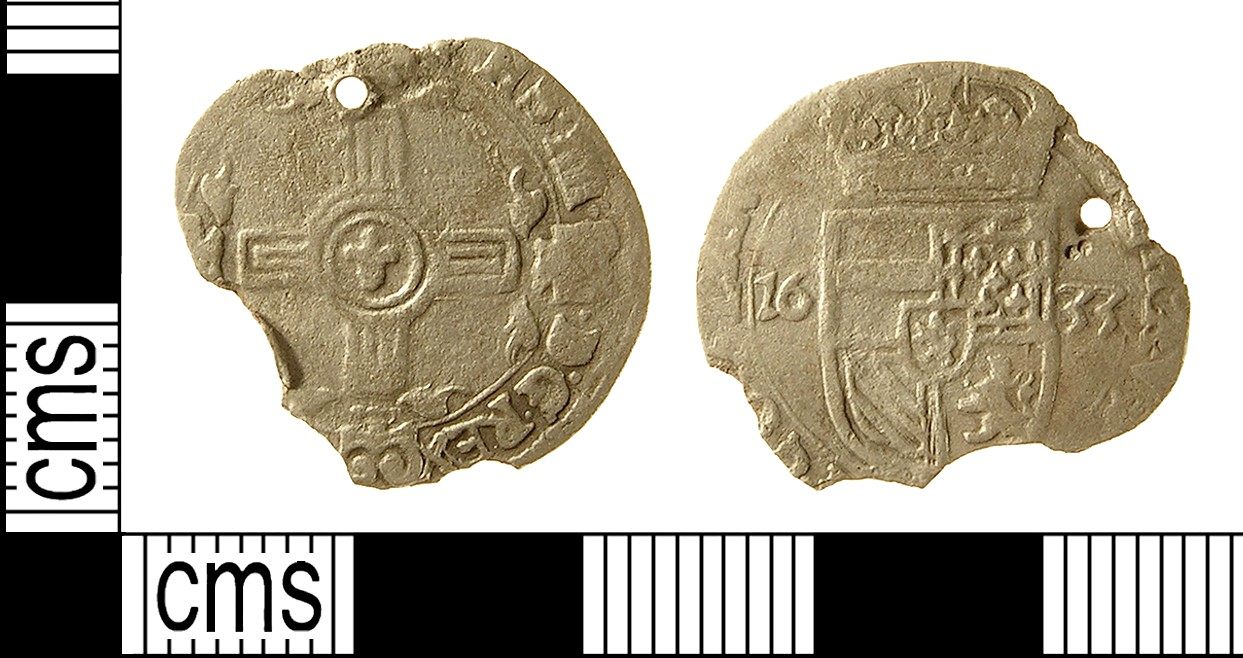
Moneda de vellón de Felipe IV, acuñada en Brujas en 1633

Los costes de las guerras eran enormes, y a pesar de la plata americana, España no tenía dinero suficiente para pagar a su propio ejército, lo que provocó 45 motines entre 1572 y 1607. Para obtener ingresos, los reyes castellanos como Felipe IV recurrieron, entre otras cosas, a la manipulación de la moneda de vellón en las primeras décadas del siglo XVII (moneda de plata envilecida, o más dinero de menor valor). Esto conllevó inflación en la década siguiente y pérdida de valor del metal atesorado. La Corona se endeudó fuertemente con banqueros privados con base en las futuras llegadas de tesoros americanos, provocando varias bancarrotas en este período, y pidiendo préstamos con intereses cada vez más altos, porque creían que la plata seguiría llegando a Sevilla  en grandes cantidades.
Por otra parte, el diluvio de metales preciosos americanos en España, y por ende en otros países europeos, dio lugar a una espiral inflacionaria, conocida como la “revolución de los precios”, e inestabilidad económica hasta mediados del siglo XVII. El aumento de dinero disponible para los mismos bienes y servicios provocó que entre 1500 y 1650, los precios se multiplicaron por seis en España, una tasa media del 1,2% anual, muy baja según estándares modernos, pero muy alta para la política monetaria del siglo XVI. Los salarios no aumentaron en la misma proporción, provocando miseria y hambre, coincidiendo con una anomalía térmica global en el hemisferio norte llamada Pequeña Edad de Hielo, un período entre 1550 y 1750 con inviernos gélidos, primaveras tardías y veranos fríos.
Después de un máximo de producción de plata en la década de 1590, a mediados del siglo XVII y tras 60 años de producción frenética, el valor de la plata comenzó a decaer. Debido a la alta producción de las minas americanas, la diferencia de precio de la plata entre China y España se redujo, cayó la rentabilidad y el valor del metal empezó a depreciarse. Un millón de pesos de 1640 valía aproximadamente un tercio de lo que el mismo millón de pesos valía en 1540. Los mineros intentaron reducir el nivel de producción en la década de 1630 para incrementar el precio, lo que afectó al quinto real destinado al rey de España, con lo que este recibía menos plata, que además valía menos, pero la caída se mantuvo.
En 1643 la batalla de Rocroi supuso el fin de la predominancia militar de España en Europa, y forzó al rey Felipe IV a ratificar el Tratado de Westfalia en 1648, uno de los puntos de inflexión en la historia del poderío español, aunque la derrota no fue decisiva, ni siquiera militarmente. Curiosamente, un año después de Rocroi, en 1644, la dinastía Ming perdió el control de Pekín a manos de los manchúes, que inauguraron la dinastía Qing.
Posteriormente, la repentina prohibición de la dinastía Qing en 1644 de las importaciones de plata española a China, junto con el estancamiento económico y la recesión debido a las hambrunas y las malas políticas financieras en España, así como las enormes pérdidas sufridas al final de la guerra de los Treinta Años, llevaron a un importante declive del Imperio español en la segunda mitad del siglo XVII frente a Francia, y más tarde frente a Gran Bretaña.
Se estima que la América española fue la fuente de unas 150.000 toneladas de plata entre los años 1500 y 1800, lo que suponía aproximadamente el 80% de la producción mundial.

### El Real de a ocho o dólar de plata español
El Real de a ocho, peso fuerte o dólar español es una moneda de plata con valor de ocho reales (27,5 gr), que se acuñó por primera vez en el Imperio español tras una reforma monetaria en 1497. En la moneda se veían los Pilares de Hércules con una imagen de los dos hemisferios coronados, el lema Plus Ultra y el escudo de armas de la monarquía. Esta imagen fue acuñada hasta 1772. A partir de esa fecha, por ordenanzas de Carlos III, las monedas de plata llevaban en una cara el busto del monarca reinante y en la otra el escudo de armas. 

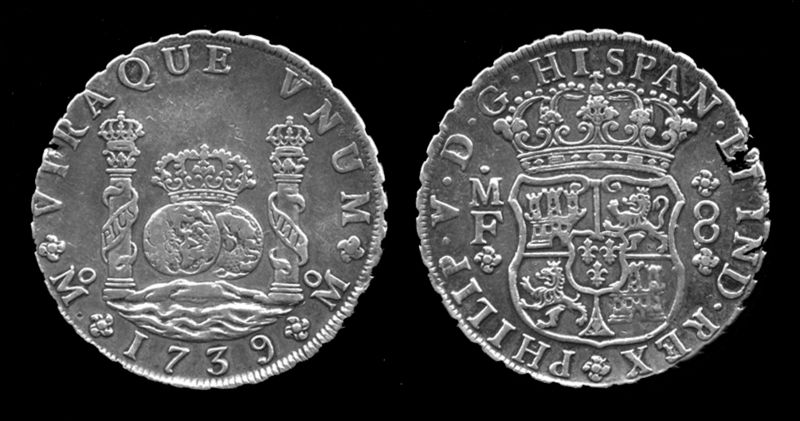
Dólar de plata de Felipe V de 1739, acuñado en México

Las dos cecas más importantes fueron la de México (1535-1821) y la de Potosí (1574-1825). Las monedas de todas las cecas eran uniformes a lo ancho de todo el Imperio español. El peso fuerte de ocho reales se convirtió a partir del siglo XVIII en la moneda internacional por excelencia. Su difusión por todo el mundo se debió a la uniformidad de sus características estándar y de fabricación. En muchos países se les añadió una contramarca para adaptarlos a un sistema monetario local o para usarlas como su propia moneda.
En el siglo XVIII, el sistema comercial mundial estaba dominado por mercaderes ingleses, holandeses y franceses, pero China era el productor de productos muy demandados en Europa, como la porcelana, la seda o el té, y España era el principal proveedor de plata del mundo a través de sus minas peruanas y mexicanas. Los comerciantes debían proveerse primero de plata americana, o adquiriéndolo al Imperio español, o mediante el contrabando. Las nuevas monedas de Carlos III (a partir de 1772) se acuñaban solo en Ciudad de México y eran más uniformes y fáciles de reconocer.
En el caso de China, los dólares de plata españoles comenzaron a suplantar las monedas en efectivo ya en el siglo XVI. En el siglo XVII apareció en China la práctica del resellado de las monedas de plata. Se verificaban la ley y el peso de las monedas y se marcaban por el comerciante mediante un punzón, operación que se repetía cada vez que la pieza cambiaba de mano. Con el tiempo, las monedas se cubrían de contramarcas, haciendo inidentificables las monedas, e incluso se rompían. Al final, la moneda destruida o muy deteriorada se vendía por su peso y valor intrínseco.
La edad de oro del uso de la plata acuñada en Oriente fue el siglo XVIII. En 1728 se estandarizó la acuñación de moneda del Real de a Ocho, o dólar español. El peso se redujo y la calidad mejoró, haciendo que el dólar fuera ideal como moneda común. Se añadió un patrón estriado en el borde de la moneda, lo que facilitaba identificar cualquier astillado en la moneda y las hacía más difíciles de falsificar.

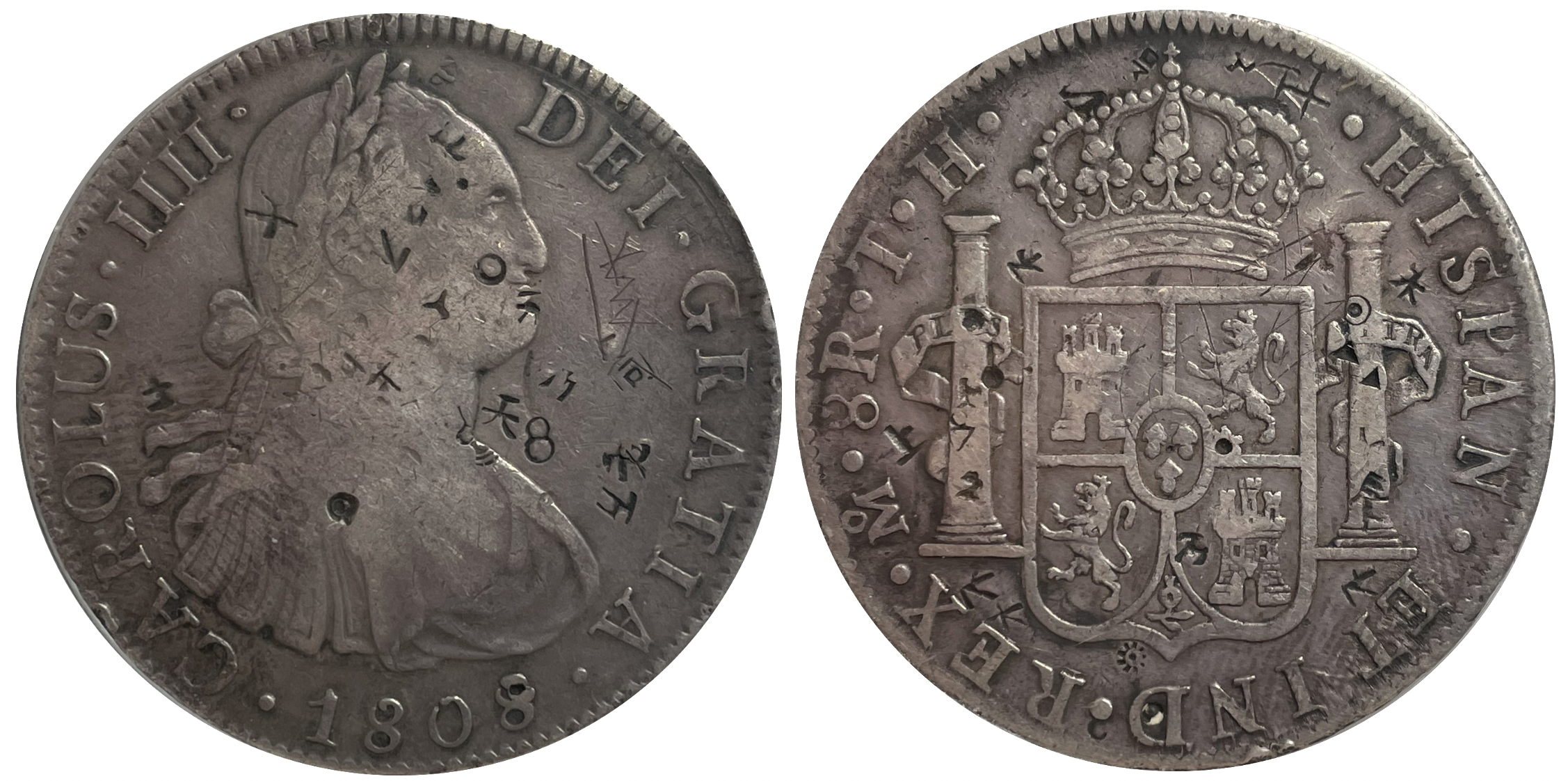
Dólar de plata de Carlos IV de 1808, con resellados chinos por punzón.

Los chinos conocían la calidad de la plata española y podían reconocer el rostro de Carlos III. La garantía de estos factores provocó que la demanda de estas monedas se disparase en la China de la dinastía Qing. Además eran monedas fáciles de transportar, contar y dividir, lo que facilitaba las transacciones comerciales. El valor nominal del dólar español sobrepasó con creces su valor real, debido a que los chinos no solo querían la plata en sí, sino también la moneda como tal.
Todos los comerciantes que operaban en Asia utilizaban los reales de a ocho, los de tipo columnario y los posteriores a la reforma monetaria de Carlos III. Tanto los holandeses como los británicos traían a China monedas de plata españolas para cambiarlas por oro, con una ganancia de un 40% bruto. A finales del siglo XVIII, el dólar español se convirtió de facto en la divisa oficial para el comercio en el Sudeste asiático y, de paso, en la moneda más utilizada en la historia de la Humanidad.
La acuñación del dólar carolino finalizó en 1821, aunque la economía china siguió demandando dólares españoles, por lo que su precio subió por encima de su cantidad real de plata.
El gobierno estadounidense basó su moneda explícitamente en el dólar español, decretando en el Acta de Acuñación de 1792 la paridad en cantidad y calibre de ambas monedas. El dólar español se mantuvo como moneda de curso legal en Estados Unidos hasta el Acta de Acuñación de 1857. Muchas otras monedas a nivel mundial se basaron en el dólar español, tales como el Yen japonés, el Yuan chino o el dólar de Hong Kong.
El uso del dólar español facilitó inmensamente las transacciones comerciales entre ambos extremos del mundo, permitió el aumento del comercio intercontinental y ayudó al proceso de globalización.

## El comercio de la plata en el Imperio chino
China era en el siglo XVI la nación más rica y poderosa del mundo.  Tenía un 25% de la población mundial, y era superior al resto de países en ingresos per cápita, poderío militar, esperanza de vida, producción agrícola, culinaria, artística y sofisticación técnica. Consideraban a Europa demasiado pobre y atrasada para tener algún interés comercial. Por ejemplo, la principal industria europea era la textil, principalmente en lana, mientras los chinos tenían la seda.
Sin embargo, China necesitaba plata para hacer funcionar su economía, pero sus minas se habían agotado a principios del siglo XV. Ciertos elementos foráneos cambiaron esta situación:
- Llegada del primer barco mercante portugués a China en 1522. Apertura de una base comercial portuguesa en Macao en 1557.
- Descubrimiento en 1526 de las minas de plata de Iwami Ginzan en la isla de Honshu, Japón, que permitió la llegada de la plata japonesa a China.
- Descubrimiento de las minas de plata en la América del Imperio español (Potosí, Zacatecas,…) en la década de 1540. Fundación de un puesto colonial español en Manila en 1571, y establecimiento de una ruta comercial directa entre Asia y América con el Galeón de Manila.

Además, a finales de la década de 1570 se puso en aplicación la reforma fiscal de la “Ley del látigo único” (Single-Whip Law) de la dinastía Ming, que simplificaba el código fiscal y que cambiaba la mayoría de imposiciones hacia el gobierno central, a un pago en plata basado en la población y la tierra cultivada en cada prefectura, con lo que la unidad de recaudación pasó de ser arroz a plata, lo que se tradujo por un aumento de la importación de plata a China, y un aumento muy importante de su precio.
Los principales productores de plata a nivel mundial en la segunda mitad del siglo XVI eran las Indias españolas y Japón, y China era el principal mercado de destino de la plata. Los comerciantes europeos eran meros intermediarios en el comercio global de los metales preciosos. Se ha encontrado evidencia de plata comprada en mercados como Ámsterdam (un comerciante podía comprar once onzas de plata por una onza de oro), que llegaba a la Indias y al sudeste asiático, siendo reexportada a China, donde era vendida a un precio mucho más alto (obtenían dos onzas de oro por las once onzas de plata).

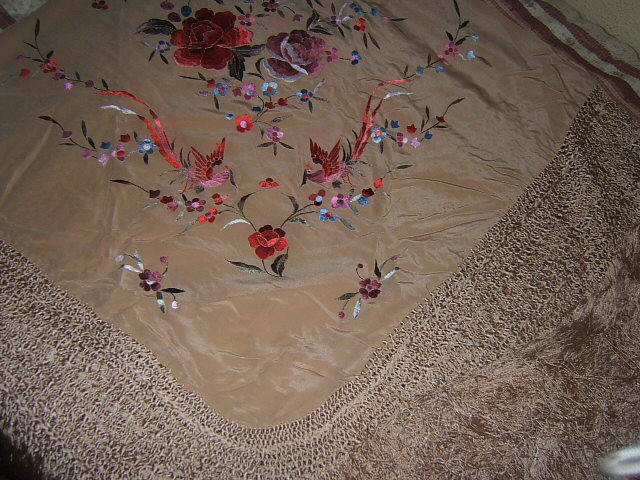
Detalle de bordado floral típico y flecos de un mantón de Manila.

Por su parte, los europeos estaban altamente interesados en muchos productos asiáticos, la mayoría de los cuales eran artículos de lujo altamente codiciados:
- La seda en su forma original o finamente bordada.
- El mantón de Manila, muy popular en España e Hispanoamérica, era un chal cuadrado de seda finamente bordado y con flecos, procedente de Cantón.
- Porcelana china azul y blanca producida para su exportación al mercado occidental, con decoraciones mezclando temas orientales con elementos cristianos y occidentales.
- Diamantes, perlas, marfil y muebles de madera, especias, té,…

La historia del flujo de la plata entre China y el resto del mundo puede dividirse en varios periodos, entre los que destacan:
- El ciclo Potosí/Japón comienza en la década de 1540 por el declive del sistema de papel moneda en la China de los Ming por la inflación y la prevalencia del dinero falsificado.[88] En 1571 España inicia el comercio directo con China a través de los galeones de Manila, alcanzando su punto máximo en 1597. Los niveles sin precedentes de oferta y demanda de plata entre 1540 y 1640 provocaron una fuerte elevación de su precio y una alta rentabilidad a los países productores y a los mercaderes europeos.[52] Con el aumento y la acumulación de plata en los mercados asiáticos, los precios de la plata en China y a nivel mundial convergen, y termina el ciclo Potosí/Japón en la década de 1640.[89] Este ciclo supuso el nacimiento de un mercado global.[90]
- El ciclo Mexicano se refiere a la primera mitad del siglo XVIII (1700-1750), ligado a un crecimiento demográfico en China. La población china había aumentado fuertemente por la importación de cultivos americanos, fáciles de cultivar y de muy buen rendimiento, como el boniato, el maíz y el cacahuete.[91] Se produjo entonces una reacción en cadena, con una creciente demanda de plata en China, y un fuerte incremento de la producción de plata en América Latina, especialmente en México, que se convirtió en la principal fuente de exportaciones de plata a China.[90]

El comercio español con la China de los Ming se centró inicialmente en el puerto de Yuegang y posteriormente en el puerto de Xiamen, ambos en la provincia de Fujian, enfrente de la Isla de Taiwán. Para poder conseguir la plata, los Ming tuvieron que levantar la prohibición del comercio marítimo de ultramar en 1567, aunque mantuvieron la prohibición del comercio directo con Japón, por lo que este se siguió realizando a través de intermediarios portugueses o en puertos neutrales de Vietnam.
Hacia finales del siglo XVI, unos 20 grandes juncos chinos, con unos 500 comerciantes a bordo cada uno, con todo tipo de mercancías, llegaban a Manila cada año en marzo, al comienzo de la época de lluvias, tras una travesía peligrosa de diez días, evitando a los piratas japoneses wokou y holandeses. Los mercaderes se quedaban para comerciar hasta que los galeones de Manila partían hacia América a mediados de junio, fecha límite para evitar la época de los tifones.
El gobierno de Madrid estaba preocupado con el tráfico de galeones, ya que salía demasiada plata (al menos un tercio de la plata americana) con destino a Manila, plata necesaria para sus guerras, y entraba demasiada seda y porcelana. Redujo el número de naves autorizadas a cruzar el Pacífico a dos por año, lo que llevó a construir galeones enormes de 2.000 toneladas, y en los que transportaban oficialmente 50 Ton de plata, aunque ciertos funcionarios mexicanos declararon en 1602 que la plata exportada había sido de 400 Ton. El contrabando era demasiado lucrativo.

### Situación económico-comercial a finales de la dinastía Ming (1500-1644)
La población de China hacia el año 1500 se estima en unos 103 millones de habitantes, aproximadamente un cuarto de la población mundial, y llegará a unos 150 millones al final de la dinastía Ming. El problema era que solo disponía de un doceavo de la tierra arable a nivel mundial, debido a la presencia de muchos desiertos, pocos lagos grandes, un régimen de lluvias irregular y solo dos grandes ríos, el Yangtsé y el Río Amarillo, que daban lugar a veces a inundaciones catastróficas. China debía producir cantidades enormes de alimentos en las pequeñas áreas con agua suficiente para producir arroz y trigo. Las dinastías chinas (desde los Song hasta los Qing) comprendieron la necesidad de controlar los dos ríos para mantener la base agrícola del país.
El intercambio colombino en el siglo XVI fue una bendición para el país, al llegar con los galeones de Manila, cultivos como el boniato, el maíz, el cacahuete, el tabaco,…, que podían crecer en zonas en donde los cultivos tradicionales no crecían con fuerza, lo cual ayudó al crecimiento de la población china. Ciertos cultivos como el azúcar y el tabaco desplazaron en Fujian el cultivo del arroz, y en el delta del río de las Perlas, en el centro de Cantón, los campesinos abandonaron el cultivo del arroz a favor de la morera y la caña de azúcar; hacia 1600, la región se convirtió en importadora de arroz para sostener sus necesidades alimentarias.
Durante la dinastía Ming, creció fuertemente la producción urbana y aumentaron las industrias artesanales rurales, sobre todo la manufactura de algodón. La producción textil china era muy superior a la de España o México. Los Ming, sedientos de plata, obligaron a los campesinos a plantar moreras para alimentar a los gusanos de seda, con lo que las colinas de China se llenaron de árboles de morera. En la región de Yuegang se llegaba a cosechar cinco veces al año, y se vendía la seda en Manila con un beneficio del 30 al 40%. Los comerciantes de Yuegang exportaban inicialmente rollos de seda, pero luego aprendieron a realizar imitaciones perfectas de las últimas modas europeas.

El Imperio Ming hacia 1580

En las décadas de 1580 y 1590 hubo intensas lluvias frías en la región de Fujian, que inundaron los valles y arruinaron las plantaciones de arroz, lo que creó una situación de hambruna. Esta situación catastrófica se arregló con la distribución de esquejes de boniato importados de América por el gobernador, enseñando a los campesinos a cultivarlos y almacenarlos, lo que permitió una gran cosecha en otoño. Un 80% de los habitantes cercanos a Yuegang llegaron a vivir del boniato.
El fracaso del papel moneda y la escasez de cobre para fabricar monedas de bronce en los siglos XIV y XV, ayudó al giro de la política fiscal de los Ming hacia una economía basada en la plata. El pago de ciertos tributos en plata a partir de 1436, y la Ley Single-Whip de la década de 1570, supuso la consolidación de la plata como nuevo estándar monetario, mientras que las monedas de bronce producidas a partir de 1527 se utilizaban para las pequeñas transacciones diarias.
En el siglo XVI, el creciente comercio de ultramar que siguió a la afluencia de importaciones de plata a partir de 1540 desde Japón y las colonias americanas de España, agitó a los comerciantes contra la prohibición Ming del comercio internacional, que finalmente fue derogada en 1567. Esta entrada de plata avivó el crecimiento comercial e industrial en el último siglo de los Ming, sobre todo en las regiones costeras que tenían acceso a los mercados extranjeros.
El problema es que los Ming habían mantenido los impuestos ligados a las cuotas establecidas a comienzos de la dinastía, lo que dio lugar a una falta de financiación crónica. Con la acumulación de plata en China, su valor cayó progresivamente hacia su coste de producción en el siglo XVII. La caída del poder adquisitivo de la plata (en un siglo la plata perdió dos tercios de su valor),  hizo que el valor de los ingresos del estado Ming  se redujera y provocó un fenómeno de inflación que afectó a todos los productos básicos y que destruyó la base financiera de la dinastía Ming.
Los estudiosos creen que hubo una prolongada crisis económica en Europa desde finales del siglo XVI hasta principios del XVIII, que se manifestó en un declive de la población, una caída de la producción agrícola e industrial, una recesión en el comercio internacional, y una deflación de precios. Por su parte, la interrupción del comercio internacional y la caída en el flujo de lingotes de plata hacia el mercado asiático, llevó hacia una contracción económica en China en la primera mitad del siglo XVII.
Todo comenzó en la década de 1620, cuando Felipe IV de España (1621-1665) comenzó a combatir el contrabando de plata entre América y China a través del Pacífico, a favor de un transporte directo desde España. Además, en 1630 el nuevo shogunato Tokugawa de Japón restringió sus exportaciones  extranjeras a los europeos que enviaban plata a China. Esto causó un aumento dramático del precio de la plata y dificultó el pago de los impuestos por la mayoría de las provincias. El impacto en los campesinos fue desastroso, ya que ellos pagaban sus impuestos en plata, y sus compras diarias de productos con monedas de bronce que se habían depreciado radicalmente.
En resumen, tras décadas de crecimiento económico, el flujo de plata hacia China cayó súbitamente a finales de la década de 1630 por las políticas de aislamiento de Japón, la restricción española del comercio filipino con China, y la disolución de la alianza de Portugal con España en 1640, cortando el comercio entre Manila y Macao. La crisis económica de los Ming se precipitó por las cosechas catastróficas de 1638 a 1642, el tiempo seco y frío de la Pequeña Edad de Hielo, el incremento de los impuestos, el hambre y las rebeliones populares. La guerra, los desastres naturales y las epidemias provocaron una pérdida de población estimada en un 20% en China.
En 1644 un ejército de campesinos rebeldes asedió Beijing, y unos meses más tarde se produjo la ocupación por los manchúes y la fundación de una nueva dinastía, los Qing (1644-1911).

### Importación de plata en China
El hambre china por la plata ejerció una poderosa influencia en la emergente economía global. La plata fue el principal producto en el mercado global de comienzos del siglo XVII. La plata alcanzó un precio más alto en China que en ningún otro lugar, y los empresarios europeos se apresuraron a suministrar plata al mercado chino a cambio de sedas y porcelanas.
El destino final de gran parte de la plata producida en América y Japón era China. La ciudad de Manila sirvió como principal puesto de avanzada para el intercambio de bienes entre América, Japón, Indias, Indonesia y China. La llegada de la plata americana a China se hizo a través de varias rutas: la ruta del Mediterráneo, a través del Imperio otomano; la ruta del Báltico; la ruta del Cabo de Buena Esperanza; y la ruta del Pacífico con el Galeón de Manila.
No se conoce la cantidad exacta de plata llegada a China desde Filipinas, pero si conocemos el dato oficial de exportación desde Acapulco que se situó entre 150 y 350 toneladas de plata en el período 1597 a 1602. Por otra parte, según datos de la Casa de Contratación española, entre 1503 y 1660, llegaron al puerto de Sevilla 185 mil kilos de oro y 16 millones de kilos de plata. Esta cantidad de plata (que no incluía el contrabando) excedía tres veces el total de las reservas europeas.
En la segunda mitad del siglo XVI, China importó al menos 50 ton de plata al año, pero en la primera mitad del XVII, esa cantidad se elevó hasta al menos 115 Ton/año, la mitad proveniente de Japón, y la otra mitad de la América española, un tercio de ella a través del Océano Atlántico, y dos tercios vía el Pacífico. Por otra parte, los eruditos asiáticos estiman que la cantidad de plata llegada a Asia cada año a través del Pacífico durante el siglo XVII, fue equivalente a las exportaciones combinadas de portugueses, holandeses e ingleses en ese período, o al comercio de la ruta del Báltico. 
Respecto a la cantidad de plata que cruzó el Pacífico no hay muchos registros de ello por haber sido desalentada por la monarquía española, por lo que las estimaciones varían mucho. Algunas de ellas hablan de un envío de 128 Ton/año a China a través del Pacífico,, pero parece haber discrepancias entre las cifras de producción y las exportaciones estimadas a Manila y Europa de 135 Tn/año, diferencia que se habría quedado en América, o enviado por contrabando a Manila.
La decisión de los Ming de adoptar el patrón plata provocó que mientras en España el precio de la plata se mantuvo estable, en China se produjo un repentino exceso de demanda, atesoramiento y especulación al mismo tiempo. El Tesoro chino pasó de acumular 86 Ton de plata en 1570, a 862 Ton en 1642.
La disparidad de precios era tan acusada entre China y Europa, que con la plata española se podía comprar oro en China, cuyo valor en Europa era notablemente mayor, dando lugar a grandes beneficios de arbitraje. A comienzos del siglo XVI el ratio oro/plata en China era 1:6, mientras era 1:12 en Europa. Estos ratios se equilibraron en la década de 1640. En la primera mitad del XVIII, de nuevo subió el valor de la plata en China hasta un 50% superior al del resto del mundo (ratio 1:10 en China vs. 1:15 en Europa), volviendo a convertirse China en el mayor importador de plata del mundo, y con una nueva convergencia hacia 1750 con un ratio de 1:20. Esta depreciación fue igualmente perceptible en la moneda de bronce, la utilizada por los campesinos para sus pequeñas compras.
Además, la diferencia en contenido de plata entre los lingotes de plata de la China Ming-Qing y los del Nuevo Mundo, que oscila entre el 3% y el 8%, aumentó aún más el margen de arbitraje financiero en el flujo global de plata.
Ciertas fuentes indican que la América española produjo unas 150.000 Ton de plata entre 1500 y 1800, quizás excediendo el 80% de la producción mundial durante ese período de tiempo. Japón debió ser el principal exportador de plata a China a finales del XVI y comienzos del XVII, pero sus exportaciones cayeron dramáticamente en la segunda mitad del siglo XVII.

### Otros actores en el comercio global de la plata en los siglos XVI al XVIII
Además de China y del Imperio español, podemos distinguir dos tipos de actores complementarios y fundamentales en el comercio de la plata:
- Japón como productor de la plata exportada a China.
- Los mercaderes europeos como intermediarios de ese comercio entre Japón y China.

Inicialmente, Japón fue la principal fuente de plata de China a finales del siglo XVI y comienzos del XVII. Unas 10.000 Ton fueron exportadas de Japón de China en este período.
A cambio de plata, China proporcionó seda y oro a Japón, pero ambos países no podían comerciar directamente debido a tensiones políticas. La corte Ming había roto relaciones con Japón en 1523, y esto significó que ciertos mercaderes europeos, primero los portugueses y luego los holandeses, sirvieron como intermediarios entre los dos países.
Los comerciantes portugueses se asociaron con los wokou, contrabandistas japoneses y chinos, para traer la plata desde Japón y desde Europa, a cambio de porcelanas y sedas. Las ganancias obtenidas con este comercio permitieron financiar la base comercial de Macao en 1557, frente a la costa sureste de China, con el acuerdo tácito de los Ming. La ciudad de Macao fue construida en un terreno estéril, en una isla en la desembocadura del río de Cantón, en la que obtuvieron jurisdicción en tres millas a la redonda, y compraron el derecho a fortificarla con la obligación de un pago anual.
Más tarde, la fundación por los españoles de la colonia comercial de Manila en 1571 supuso la entrada de los españoles en el lucrativo mercado con Asia, hasta entonces dominado por los portugueses, y luego por los holandeses.

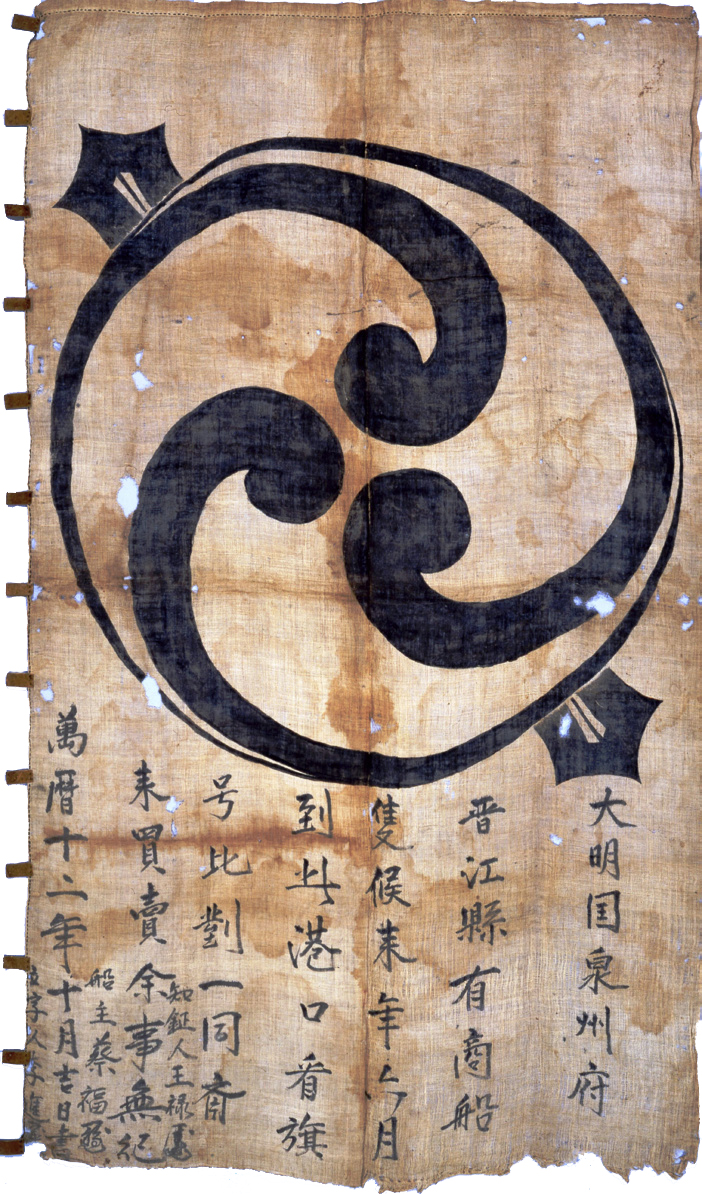
Bandera de un barco comercial "Japón-Ming", de 1584, inscrita con las firmas y "kaō" (firmas estilizadas) de tres comerciantes Ming. Bandera a ser izada a su llegada a lo que ahora es Shimonoseki (Archivos de la Prefectura de Yamaguchi).

Aunque Japón era productor de seda, la principal exportación de China hacia Japón fue la seda, debido a su superior calidad y amplia demanda. En el período de 1583 a 1591, cuando los portugueses navegaban desde Macao hacia Japón, transportaban artículos lujosos como seda blanca, oro, almizcle y porcelana, pero a su regreso desde Japón solo transportaban plata. Una vez que los portugueses fueron expulsados de Japón en 1639, los holandeses ocuparon su lugar en el intercambio comercial.
A destacar la paradoja de que esta plata japonesa les sirvió a los Ming a finales del siglo XVI para pagar a su ejército y defenderse del intento del daimio japonés Toyotomi Hideyoshi de apoderarse del reino Joseon de Corea (1592-98).
El shogunato Tokugawa (1603-1868) controló las minas de plata de Japón y utilizó sus enormes beneficios para derrotar a otros señores feudales (daimios) y consolidar su poder, creando una clase mercantil con raíces asiáticas, invirtiendo en infraestructuras agrícolas y urbanas. Los beneficios de la plata les permitieron establecer un capitalismo comercial en Asia.
Las exportaciones de plata desde Japón cayeron en la segunda mitad del siglo XVII, pero surgió la producción de oro, y además Japón se convirtió en el mayor productor mundial de cobre, por encima de Suecia.
Un comercio vigoroso recomenzó entre China y Japón a partir de 1684, pero el régimen Tokugawa había restringido la exportación de plata, lo que llevó a los comerciantes chinos a buscar el cobre japonés, para alimentar las Casas de moneda Qing. En 1718, los japoneses restringieron también las exportaciones de cobre, y el comercio entre ambos países decreció fuertemente.
El comercio directo entre Europa y China era modesto hacia 1700, pero fue creciendo a lo largo del siglo XVIII. En 1757, los chinos restringieron el acceso a los puertos chinos, y requirieron hacer los negocios a través de un cartel de una veintena de casas comerciales chinas, restricciones que estancaron el comercio durante varias décadas. En la década de 1780 el comercio sino-occidental resurgió, alimentado por las exportaciones de té hacia Gran Bretaña, y por las masivas importaciones de las monedas de plata española desde México.

### Epílogo: La economía china bajo la dinastía Qing
La recuperación económica fue difícil en el siglo XVII. Los tiempos fríos y húmedos de 1620 a 1690 (la Pequeña Edad de Hielo) obstaculizaron la recuperación agrícola, y los precios cayeron en picado, arrastrando la industria y el comercio, con la consiguiente deflación entre 1650 y 1690. 
Los Qing intentaron aislar en 1661 el régimen renegado del príncipe Zheng Chenggong de Fujian, refugiado en Taiwán, que controlaba el contrabando entre China y Japón. Se prohibió el comercio de ultramar, congelando el suministro de dinero y plata, y se desplazaron poblaciones de la costa hacia el interior. Se invadió Taiwán en 1683. Al año siguiente se levantó la prohibición del comercio marítimo.
Entre la conquista de Taiwán en 1683 y la rebelión del Loto Blanco en 1796, China disfrutó de un siglo de tranquilidad doméstica, y de un crecimiento de población y producción agrícola. El comercio marítimo se orientó al Sudeste de Asia y se creó una red comercial en la región.
Los Qing transformaron China combatiendo la enfermedad y el hambre, ayudando a las víctimas de desastres naturales y mejorando las redes de transporte para facilitar la venta de cosechas de los campesinos. Por otra parte, la superficie cultivable aumentó por la introducción de nuevos productos agrícolas americanos (boniato, maíz, cacahuetes), aunque no tanto como la población. Todo ello contribuyó al aumento de población.
En este período China experimentó un crecimiento demográfico sin precedentes. En 1700, China tenía 138 millones de habitantes, y en 1820 llegó hasta 381 millones, lo que suponía un tercio de la población mundial. El caso más extremo fue la región de Sichuan, que pasó de 3 millones en 1673 a 23 millones en 1820, con una fuerte expansión agrícola en el interior. Este crecimiento de población superó la producción de alimentos, creando un desequilibrio que planteó una amenaza endémica de subsistencia y supervivencia.

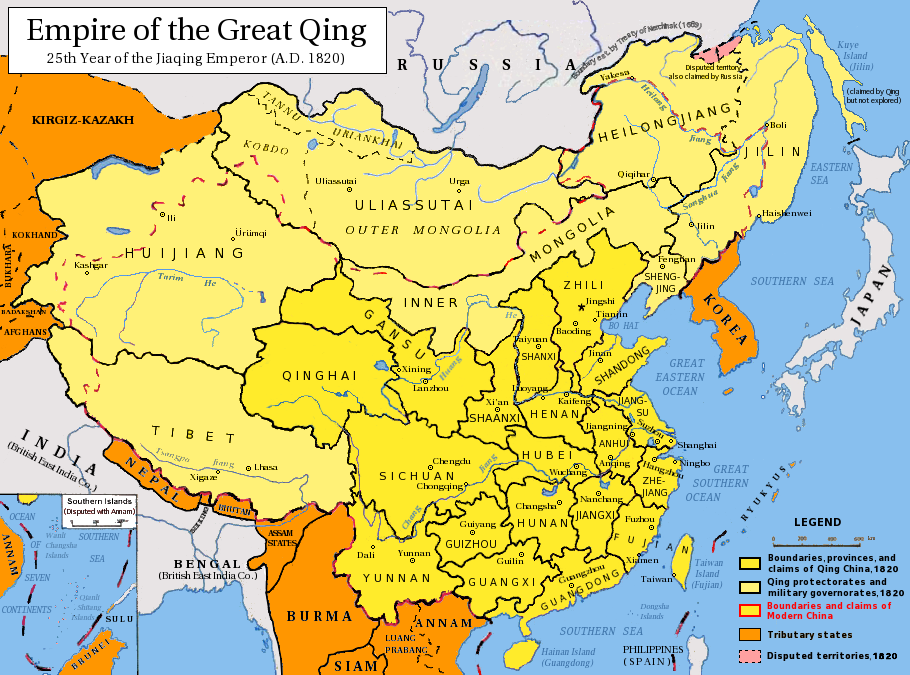
El Imperio Qing hacia 1820

La expansión comercial del XVIII se vio facilitada por el aumento en el suministro de dinero. La importación de cobre japonés y la explotación de las minas de cobre de Yunnan de 1730 a 1790, permitieron aumentar por diez la producción de monedas de bronce respecto a finales del XVII. Además, el aumento de población se tradujo en un aumento de la demanda de plata y en consecuencia de su precio. Se produjo más plata americana en el siglo XVIII para China que en el XVI y XVII combinados.
El aumento del precio de los productos básicos en el XVIII, debido al aumento de su demanda por el boom demográfico y en parte a la llegada de más plata al país, dio lugar a malestar social y rebeliones en China. Hubo agricultores que abandonaron el cultivo del trigo y el arroz por el cultivo del tabaco, caña de azúcar, maíz y boniato, que necesitaban menos trabajo y eran más rentables, lo que conllevó el aumento del precio de productos tradicionales. El área cultivada se triplicó entre 1700 y 1850 a costa de deforestar y agotar la tierra. La sustitución de árboles en laderas escarpadas por parcelas de maíz y boniato, redujo el almacenamiento de agua de montaña y facilitó las inundaciones de los ríos y la destrucción de campos fértiles. En época de los Song había unas tres grandes inundaciones cada dos años; con los Ming dos por año, y con los Qing seis por año. De 1841 a 1911 se registraron trece inundaciones por año.
La economía china evitó caer en “la trampa malthusiana” (una presión poblacional que superase los recursos producidos por la agricultura) debido al intercambio colombino (los cultivos americanos), que incrementó el rendimiento de los campos y la producción agrícola china. Se produjo lo que el historiador Mark Elvin llamó una “trampa de alto equilibrio”, con una doble expansión económica en paralelo a la poblacional durante un largo período de tiempo, sin afectar los niveles de vida y manteniendo el bajo coste de producción que permitía a China mantener la demanda de plata para el funcionamiento de su economía.
En la segunda mitad del siglo XVIII se produjo una fuerte deflación de precios en China, y los europeos se vieron obligados a sacar lingotes de plata de circulación en Europa para poder comprar productos en China. Los comerciantes británicos comenzaron a introducir el opio indio en los mercados chinos, con grandes beneficios. El opio se convirtió en el primer producto controlado por Europa que interesaba a China, y que rompió la dependencia de la plata. Los británicos acapararon el mercado del opio por su suministro desde sus colonias en India, y sus ventas de opio llegaron a suponer el 20% de los ingresos del gobierno británico en la India. En la década de los años 30 del siglo XIX, los comerciantes chinos se dedicaron a exportar plata para comprar opio en Turquía o en la India.
Los Qing intentaron regular el consumo de opio y poner fin a su comercio, por lo que el emperador Daoguang emitió un decreto en 1810 prohibiendo su uso, y lanzó una campaña contra el opio en 1836 dirigida por el comisario Lin Zexu. Esto provocó la primera guerra del Opio contra los británicos, en la que Gran Bretaña derrotó a China. El Tratado de Nankín impuso restricciones a la soberanía china y abrió puertos chinos a los europeos.
El máximo del flujo internacional de plata hacia China se produjo hacia 1870, tras la adopción del estándar oro en muchos países. El dólar de plata mexicano, conocido como yuan, se constituyó en un nuevo estándar monetario. En 1889, Guangdong comenzó a acuñar monedas de plata yuan legales. Al final de la dinastía Qing, China dependía todavía de la moneda de plata, mientras el papel moneda solo suponía el 12%.

## Conclusión
Desde hace veinticinco años existe un gran debate sobre la idea de la globalización. De un lado, los economistas y emprendedores consideran que la libertad de comercio trae ventajas a las sociedades, y que en un intercambio sin coerción, las dos partes ganan. Afirman que cuanto más comercio mejor. Del otro lado, los activistas ambientales y enemigos de las grandes corporaciones creen que el comercio desregulado trastorna la sociedad en formas difíciles de anticipar, lo que puede ser destructivo. Según ellos, cuanto menos comercio, mejor. Podemos tener la percepción de que desde el principio, la globalización ha traído enormes ganancias económicas y también tumultos sociales y ecológicos que amenazan con ser mayores que esas ganancias.
Para la China de la dinastía Ming, la plata supuso una fuente de riqueza y poder para su imperio, aunque no controlaba su comercio ni su fuente. La llegada de la plata americana a Manila permitió su adquisición y ayudó a pagar proyectos militares y gran parte de la Muralla China, permitió la monetización de su economía y alimentó un boom económico dentro del país. La reforma fiscal hacia 1570 (la Ley del látigo único o Single Whip) obligó a sus ciudadanos a pagar sus impuestos en plata, con lo que esta se convirtió en la divisa internacional efectiva del Sudeste asiático, que así se integró en la economía mundial.
Durante varios siglos, China dedicó buena parte de su base productiva a fabricar seda, porcelana y té para adquirir la plata necesaria para el comercio y el gobierno, que les proporcionaba estabilidad monetaria, pero que supusieron inmensos costes sociales, y no solo beneficios sociales.
La conquista de América supuso el comienzo de la creación del Imperio español. La producción de plata americana permitió alimentar la mayor economía del globo, China, que lo demandaba para monetizar su sistema comercial. De no haber existido la demanda de plata americana por parte de China, no habría existido el Imperio español.
Para España, Manila fue un centro comercial y una proyección del poder español en el Pacífico. Los comerciantes querían importar productos chinos para maximizar sus beneficios, mientras que los políticos querían apoderarse de tierras asiáticas y convertirlas al cristianismo, derrotar las ambiciones portuguesas y holandesas, y hacer llegar la plata a España para pagar las guerras.
Indirectamente, la dinastía Ming financió entre mediados del XVI y mediados del XVII las guerras del Imperio español para consolidar su dominio mundial. La elevada demanda china provocó un alza del precio del metal, por encima de su valor, durante casi un siglo. Al final los precios de China y Europa acabaron por igualarse. Como dijo Adam Smith, la plata perdió dos tercios de su poder de compra durante este período.
La derrota de España en Rocroi en 1643 y el fin de la dinastía Ming en 1644, han hecho que algunos historiadores consideren que tanto la creación del Imperio español y la prosperidad económica de China durante el siglo XVI, como los ocasos del Imperio español y del Imperio Ming en el siglo XVII, estuviesen ligados a la evolución del mercado de la plata, y que lo que ocurría en uno podía influenciar lo que pasaba en el otro.
A finales del siglo XIX la mayoría de las mayores potencias comerciales de la época abandonaron el sistema monetario bimetálico plata/oro y adoptaron el patrón oro, aunque China lo mantuvo hasta el fin de su Imperio.
En conclusión, podemos establecer que 1571, año de la fundación de Manila por los españoles, corresponde al nacimiento del comercio mundial, y de los lazos económicos entre Asia, América y Europa, que junto con el movimiento de personas entre continentes, condujo a intercambios culturales y sociales. Todos estos intercambios pueden considerarse como la primera globalización de la historia.

### Libros
- Allen, Tony; Grant, R.G.; Parker, Philip; Celtel, Kay; Kramer, Ann; Weeks, Marcus (2022). Timelines of World History (en inglés). Nueva York: DK Publishing. ISBN 978-0-7440-5627-3.
- Atwell, William S. (1998). "Ming China and the Emerging World Economy, c. 1470–1650" en "The Cambridge History of China, vol. 8: The Ming Dinasty: 1368-1644” (en inglés). Cambridge, UK: Cambridge University Press. ISBN 0521243335.
- Bakewell, Peter (1984).  Bethell, Leslie, ed. “Mining in colonial Spanish America” en “The Cambridge History of Latin America” (en inglés). Cambridge: Cambridge University Press. pp. 105-152. ISBN 978-0-521-24516-6.
- Barrett, Ward (1990).  James D. Tracy, ed. “World Bullion Flows, 1450-1800” en "The Rise of Merchants Empires: Long-Distance Trade en the Early Modern World, 1350-1750" (en inglés). Cambridge, UK: Cambridge University Press. pp. 224-254. ISBN 978-0511563089.
- Bernholz, Peter (2003). Monetary Regimes and Inflation: History, Economic and Political Relationships (en inglés). Cheltenham, UK: Edward Elgar Publishing. ISBN 978-1-84376-155-6.
- Bowman, John S. (2000). Columbia Chronologies of Asian History and Culture (en inglés). Nueva York: Columbia University Press. ISBN 978-0-2311-1004-4.
- Brook, Timothy (1998). The Confusions of Pleasure: Commerce and Culture in Ming China (en inglés). Berkeley, California: University of California Press. ISBN 0-520-22154-0.
- Chang, Chun-shu (2007). «The rise of the Chinese Empire». Vol. 1: Nation, State, and Imperialism in Early China ca. 1600 BC–8 AD (en inglés). Michigan: University of Michigan Press. pp. 43-44. ISBN 978-0-472-11533-4.
- Crosby, Alan (2003). The Columbian Exchange: Biological and Cultural Consequences of 1492 (en inglés). Westport, Connecticut, Estados Unidos: Praeger. ISBN 0-275-98092-8.
- Cross, Harry E. (1983).  J.F. Richards, ed. “South American Bullion Production and Export, 1550-1750” en “Precious Metals in the Later Medieval and Early Modern Worlds” (en idioma). Durham, North Carolina: Carolina Academic Press. pp. 397-424. ISBN 978-0890892244.
- Ebrey, Patricia B.; Walthall, Anne; Palais, James B. (2006). East Asia: A Cultural, Social, and Political History (en inglés). Boston: Houghton Mifflin Company. ISBN 0-6181-3384-4.
- Fischer, David H. (1996). The Great Wave: Price Revolutions and the Rythm of History (en inglés). Nueva York: Oxford University Press. ISBN 978-0-19-505377-7.
- Flynn, Dennis O.; Giráldez, Arturo (2000).  Antonio M. Bernal, ed. “Imperial Monetary Policy in Global Perspective” en el libro “Moneda, Dinero y Credito: de la Monarquia Hispanica a la Integracion monetaria europea” (en inglés). Madrid: Marcial Pons, Ediciones de Historia, Fundación ICO. pp. 385-403. ISBN 84-95379-10-4. Consultado el 15 de octubre de 2023.
- Flynn, Dennis O.; Giráldez, Arturo (2010). China and the Birth of Globalization in the 16th Century (en inglés). Routledge. ISBN 978-0754668589.
- Frank, Andre G (1998). ReOrient: Global Economy in the Asian Age (en inglés). Berkeley: University of California Press. ISBN 978-0520214743.
- Fu, Lo-shu (1966). A Documentary Chronicle of Sino-Western relations (en inglés). Tucson, Arizona: University of Arizona Press. ISBN 978-0816501519.
- Gernet, Jacques (1982). A History of Chinese Civilisation (en inglés). Cambridge, UK: Cambridge University Press. ISBN 978-0521497817.
- Glamann, Kristof (1981).  Martinus Nijhoff, ed. Dutch-Asiatic Trade, 1620-1740 (en inglés). La Haya, Holanda: Springer. ISBN 978-94-009-8363-2.
- Goldstone, Jack A. (1991). Revolution and Rebellion in the Early Modern World (en inglés). California: University of California Press. ISBN 978-0520067585.
- Gray, Jack (1990). Rebellions and revolutions: China from the 1800’s to the 1980’s (en inglés). Oxford, UK: Oxford University Press. ISBN 0-19-913076-0. Consultado el 29 de octubre de 2023.
- Hamilton, Earl J. (2000) [1934]. El Tesoro Americano y la revolución de los precios en España, 1501-1650. Barcelona: Crítica. ISBN 84-8432-126-6. Consultado el 22 de octubre de 2023.
- Hartill, David (2005). Cast Chinese Coins: A Historical Catalogue (en inglés). Victoria, Columbia Británica, Canadá: Trafford Pub. ISBN 978-1-4120-5466-9.
- Hoe, Susanna; Roebuck, Derek (1999). The Taking of Hong-Kong (en inglés). Richmond, UK: Curzon Press. ISBN 0-7007-1145-7.
- Knight, Alan (2002). Mexico from the beginning to the Spanish Conquest (en inglés). Cambridge, UK: Cambridge University Press. ISBN 978-0521814744.
- Lynch, John (2005). Edad Moderna: Crisis y recuperación, 1598-1808: Historia de España, vol. 5. Barcelona: Crítica. ISBN 978-8484326250.
- Maddison, Angus (2007). The World Economy (en inglés). Nueva Delhi: Organisation for Economic Co-operarion and Development. ISBN 978-81-7188-613-5. Consultado el 26 de octubre de 2023.
- Mann, Charles C. (2011). 1493: Una nueva historia del mundo después de Colón. Madrid: Katz Editores. ISBN 978-84-15917-03-8.
- Reid, Anthony J.S. (1993).  Reid, Anthony, ed. Southeast Asia in the Early Modern Era: Trade, Power and Belief (en inglés). Ithaca, Nueva York: Cornell University Press. ISBN 978-1-5017-3217-1. Consultado el 25 de octubre de 2023.
- Spence, Jonathan D. (1999). The Search For Modern China (en inglés). Nueva York: W.W. Norton. ISBN 978-0-393-97351-8.
- Stein, Stanley J.; Stein, Barbara H. (2000). Silver, Trade, and War : Spain and America in the Making of Early Modern Europe (en inglés). Baltimore, USA: Johns Hopkins University Press. ISBN 978-0801861352.
- Swope, Kenneth (2009). A dragon’s head and a serpent’s tail: Ming China and the first great East Asia war, 1592-1598 (en inglés). Norman, Oklahoma: University of Oklahoma Press. ISBN 978-0-8061-85026.
- Trocki, Carl A. (1999). Opium, empire and the global political economy: A study of the Asian Opium Trade 1750-1950 (en inglés). Londres: Routledge. ISBN 978-0415215008.
- Von Glahn, Richard (1996). Fountain of Fortune. Money and Monetary Policy in China, 1000-1700 (en inglés). Berkeley, California: University of California Press. ISBN 978-0520204089.
- Von Glahn, Richard (2016). The Economic History of China : From Antiquity to the Nineteenth Century (en inglés). Cambridge, UK: Cambridge University Press. ISBN 978-1-107-61570-0.
- Yamamura, Kozo; Kamiki, Tetsuo (1983).  J.F. Richards, ed. "Silver mines and Sung coins : A monetary history of medieval and modern Japan in international perspective" en “Precious Metals in the Later Medieval and Early Modern Worlds” (en inglés). Durham, North Carolina: Carolina Academic Press. pp. 329-362. ISBN 978-0890892244.

### Publicaciones
- Brading, D.A.; Cross, Harry E. (1972). «Colonial Silver Mining: Mexico and Peru». The Hispanic American Historical Review (en inglés) 52 (4): 545-579. ISSN 0018-2168.
- Chen, Chau-Nan; Chang, Pin-Tsun; Chen, Shikuan (1995). «The Song and Ming paper monies : Currency competition and currency bubbles». Journal of Macroeconomics (en inglés) 17 (2): 273-288. ISSN 0164-0704.
- Doolin, Ardis (1985). «Money Cowries». Hawaiian Shell News, N.S. Nº 306 (en inglés) XXXIII (6). ISSN 0017-8624. Archivado desde el original el 5 de abril de 2009. Consultado el 13 de diciembre de 2023.
- Flynn, Dennis O.; Giráldez, Arturo (1995). «Born with a “Silver Spoon”: The Origin of World Trade en 1571». Journal of World History (en inglés) 6 (2): 201-221. ISSN 1045-6007.
- Flynn, Dennis O.; Giráldez, Arturo (1996). «Silk for Silver: Manila-Macao Trade in the 17th Century». Philippine Studies (en inglés) 44 (1): 52-68. ISSN 2244-1638.
- Flynn, Dennis O.; Giráldez, Arturo (2002). «Cycles of Silver: Global Economic Unity through the Mid-Eighteenth Century». Journal of World History (en inglés) 13 (2): 391-427. ISSN 1045-6007.
- Flynn, Dennis O.; Giráldez, Arturo (2004). «Path dependence, time lags and the birth of globalisation: A critique of O’Rourke and Williamson». uropean Review of Economic History (en inglés) 8 (1): 81-108. ISSN 1361-4916.
- Garner, Richard L. (1988). «Long-Term Silver Mining Trends in Spanish America: A Comparative Analysis of Peru and Mexico». The American Historical Review (en inglés) 93 (4): 898-935. ISSN 0002-8762.
- Lohman, Guillermo (1948). «Enrique Garcés y el hallazgo de azogue en el Perú». Anuario de Estudios Americanos 5: 439-482. ISSN 0210-5810.
- Martín Alarcón, Julio (2020). «Plata o plomo: cómo el Imperio español y China se destruyeron mutuamente». El Confidencial (5 de abril de 2020).
- Rivas Moreno, Juan José (2014). «El Imperio Español y la China de la dinastía Ming, unidos por la plata». El Mundo (2 de diciembre de 2014).
- Rivas Moreno, Juan José (2015). «’Carolus’, el dólar español que dominó las finanzas internacionales en el XVIII». El Mundo (4 de octubre de 2015).
- Scheidel, Walter (febrero de 2008). «The Monetary Systems of the Han and Roman Empires». Princeton/Stanford Working Papers in Classics Paper (en inglés) (Stanford University) (110505).
- Storrs, Christopher (2011). «The « Decline » of Spain in the Seventeenth Century». State Papers Online 1509-1714. Cengage Learning EMEA Ltd (en inglés).
- Sun, L.; Yang, R.; Liu, R.; Pollard, A.M.; Zhu, T.; Liu, C. (2021). «Global circulation of silver between Ming-Qing China and the Americas: Combining Historical texts and Scientific analysis». Archaeometry (en inglés) (Junio 2021) 63 (3): 627-640. ISSN 1475-4754.
- Tepaske, John Jay (1988). «Artur Attman, ‘American Bullion in the European World Trade, 1600-1800’». The American Historical Review (book review) (en inglés). ISSN 1937-5239.
- Von Glahn, Richard (3 de marzo de 2009). «Myth and Reality of China's Seventeenth Century Monetary Crisis». The Journal of Economic History (en inglés) 56 (2): 429-454. ISSN 1471-6372.
- Von Glahn, Richard (2020). «The Changing Significance of Latin American Silver in the Chinese Economy, 16th–19th Centuries». Revista de Historia Económica – Journal of Iberian and Latin American Economic History (en inglés) 38 (3): 553-585. ISSN 0212-6109.
- Zheng, Yangwen (2003). «The Social Life of Opium in China, 1483-1999». Modern Asian Studies (en inglés) 37 (1): 1-39. ISSN 1469-8099.